# Теории империализма
Теории империализма — ряд теоретических подходов к пониманию империализма, как экспансии капитализма на новые территории, неравномерному развитию разных стран и экономических систем, приводящему к доминированию одних стран над другими. Само понятие «империализм» предполагает общую тенденцию империй на протяжении всей истории стремиться к власти и территориальной экспансии. Теорию империализма часто связывают с марксистской экономикой, однако многие теории были разработаны немарксистами. Большинство теорий империализма, за заметным исключением ультраимпериализма, утверждают, что империалистическая эксплуатация ведет к войнам, колонизации и международному неравенству.

## Ранние теории

### Маркс

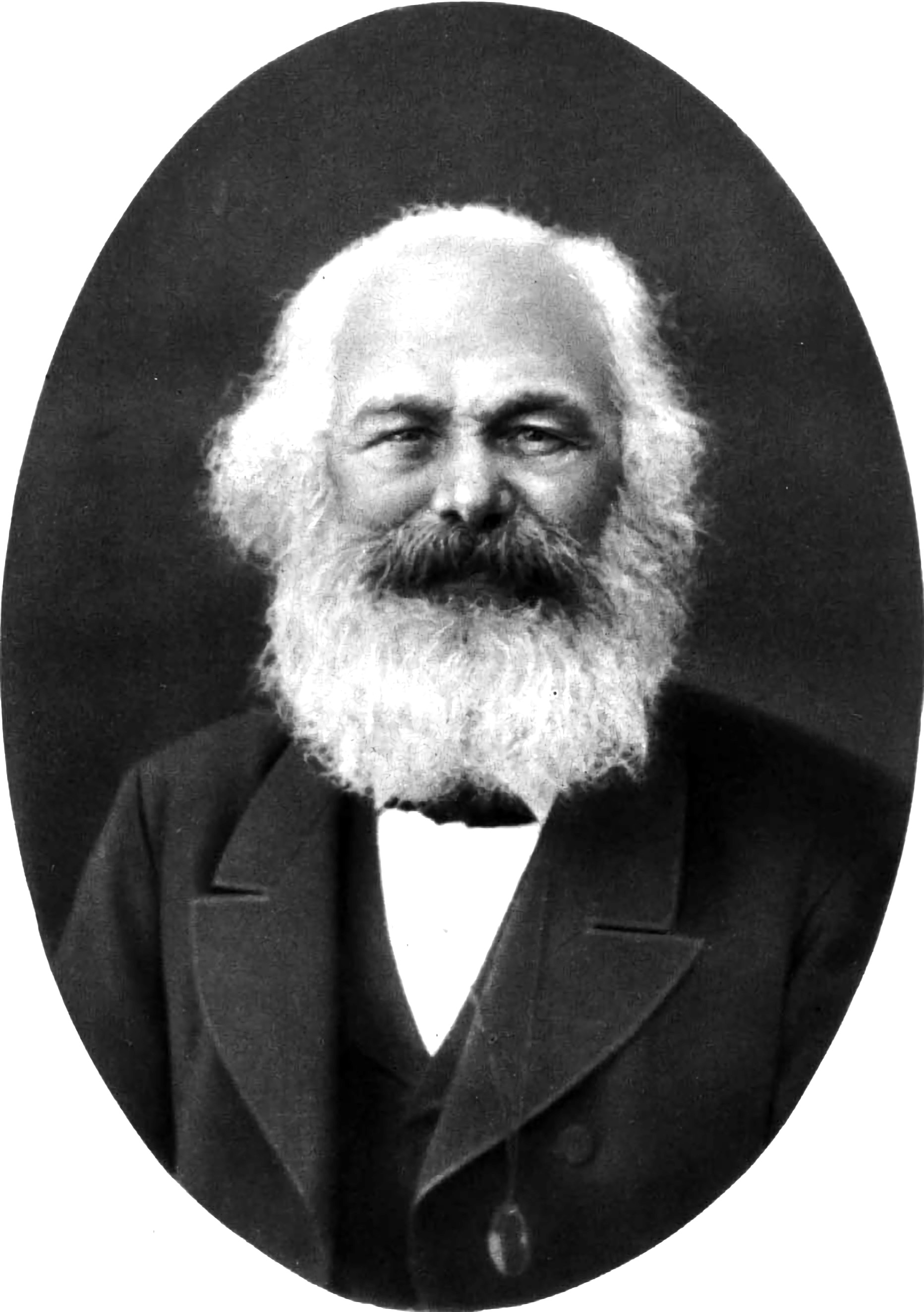
Карл Маркс не писал об империализме напрямую, но вдохновил множество более поздних теорий.

Хотя большинство теорий империализма связаны с марксизмом, Карл Маркс никогда не использовал термин «империализм» и не писал о каких-либо сопоставимых теориях. Однако в трудах Маркса присутствовали идеи, характерные для более поздних теорий империализма. Фрэнк Ричардс в 1979 году отмечал, что в «Очерке критики политической экономии» (1857—1859) Маркс предвосхитил империалистическую эпоху.
Тезис Маркса о тенденции нормы прибыли к понижению предполагал расширение капиталистических предприятий на области с более высокой прибылью, что, по мнению. Маркса, было особенностью капиталистического способа производства: «потребность постоянно расширяющегося рынка гонит буржуазию по всей поверхности земного шара устанавливать связи повсюду».
Маркс утверждал, что отсталость некоторых колониальных обществ можно объяснить только внешним вмешательством, приводя следующие примеры:
- английские репрессии в Ирландии, как причина доиндустриального состояния ирландского общества
- торговый капитал в Индии, как препятствие социальной трансформации индийского общества, в котором промышленный капитал мог бы привести к прогрессивным изменениям.

Современные марксисты часто считают, что сочинения Маркса о колониальных обществах содержат противоречия или неверные предсказания, даже если большинство согласны с тем, что он заложил основу для более позднего понимания империализма.

### Гобсон

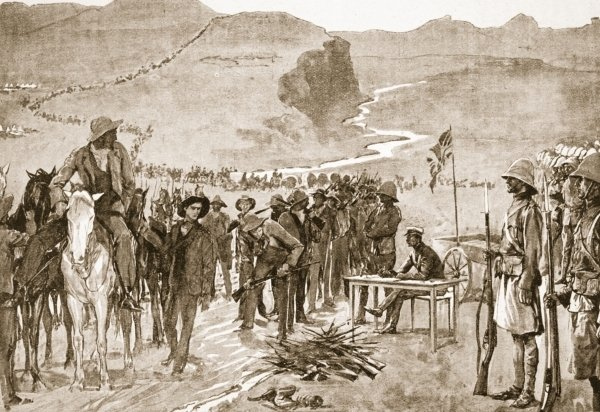
Возражения Гобсона против империализма из-за англо-бурской войны.

Теория империализма английского либерального экономиста Джона Гобсона имела чрезвычайное влияние на экономистов-марксистов, особенно на Владимира Ленина, Пола Барана и Пола Суизи. В его книге «Империализм» (1902) «корнем империализма» названа капиталистическая олигархия, рост монополий и последующий кризис недостаточного потребления (рабочим платят зарплату меньше, чем они производят, они не могут выкупить столько же товаров, сколько они производят). Хроническое отсутствие спроса устраняется либо за счет поиска новых территорий для инвестиций, либо за счет поиска новых рынков. Эти два стремления приводят к аннексии зарубежных стран.
Гобсон основывался на радикальном либерализме Ричарда Кобдена и Герберта Спенсера. Гобсон утверждал, что империализм вреден для демократии и морально предосудителен. В качестве альтернативы он предложил про-кейнсианское решение по стимулированию спроса посредством частичного перераспределения доходов и богатства на внутренних рынках.
Идеи Гобсона оказали огромное влияние на большинство более поздних теорий империализма.
К 1911 году Гобсон в значительной степени изменил свою позицию под влиянием аргументов его коллег-радикальных либералов Йозефа Шумпетера, Торстейна Веблена и Нормана Энджелла, утверждавших, что «промышленный империализм» благотворен в отличие от вредного «милитаристского империализма» (похоже на более ранние идеи Герберта Спенсера).

### Троцкий

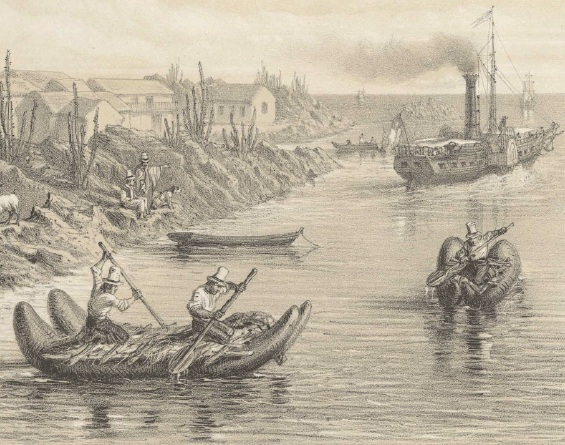
Современный пароход и примитивные плоты в чилийском порту Уаско в 1850-х годах, как пример неравномерного развития.

Лев Троцкий оформил свои взгляды на империализм в своей теории неравномерного и комбинированного развития (1906). Заметной эта концепция стала только с 1927 года. Троцкий выделял для разных стран специфическую национальную историю с национальными особенностями. Разные страны развивались, в значительной степени независимо друг от друга, способами, которые были количественно неравными (различались местные темпы и масштабы экономического роста и роста населения) и качественно разными (различались национально-специфические культуры и географические особенности). В то же время эти страны не существовали в полной изоляции друг от друга; они также были взаимозависимыми частями мирового общества и влияли друг на друга посредством процессов культурного распространения, торговли, политических отношений и других эффектов распространения" из одной страны в другую.
В теории империализма Троцкого господство одной страны над другой не означает, что покорённая страна вообще лишена возможности развития, а, скорее, что она развивается в соответствии с потребностями господствующей страны.
В более поздних работах Троцкого показано, что неравномерное и комбинированное развитие — это не теория экономики развития, а скорее общая диалектическая категория, которая управляет личностным ростом, историческим ростом и даже биологией развития. Возможно теория Троцкого оказала влияние на Рудольфа Гильфердинга (работа «Финансовый капитал») , а также на более поздние теории экономической географии.

### Гильфердинг

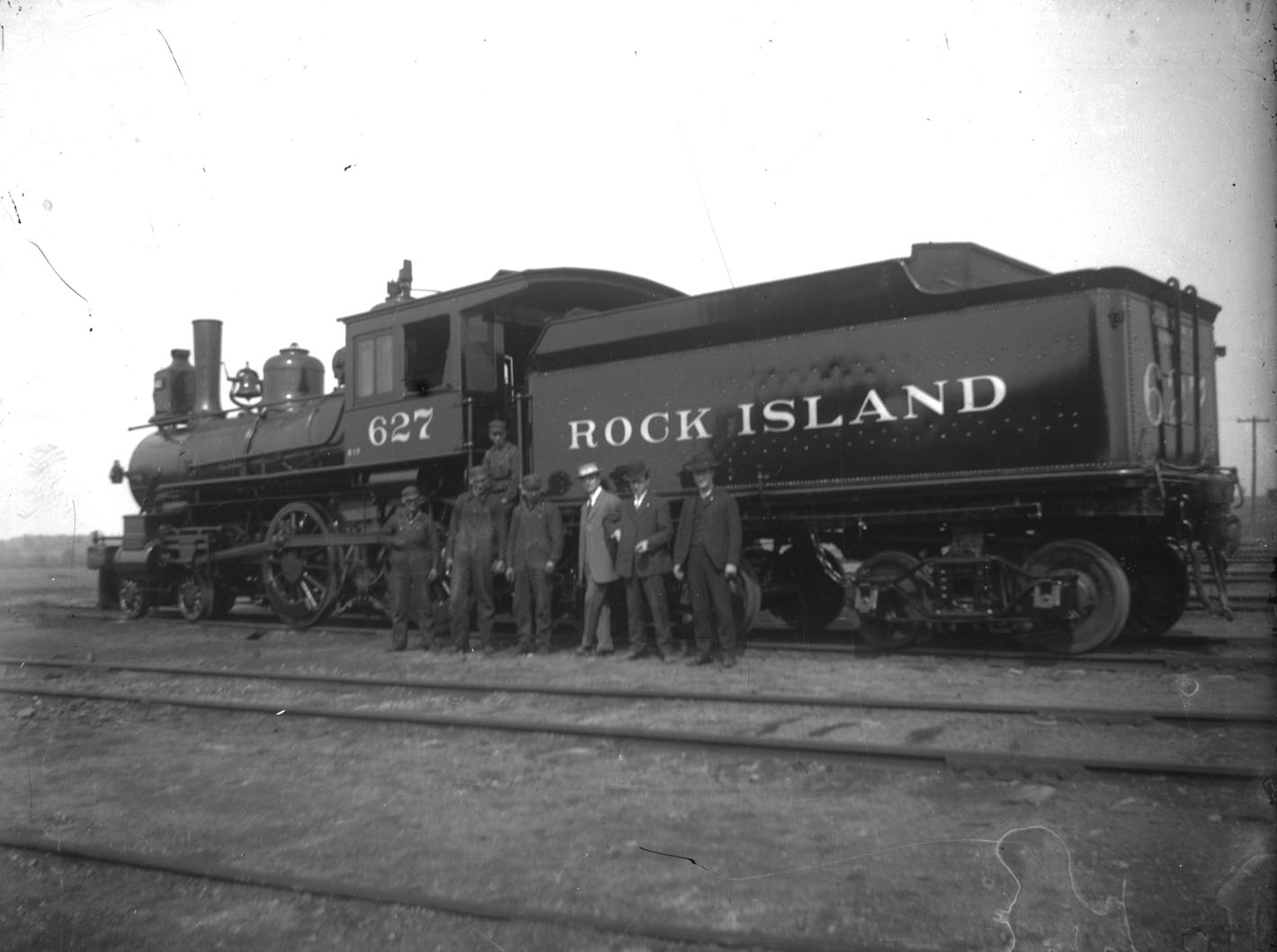
Гильфердинг назвал железнодорожную компанию Рок-Айленда типичным примером концентрации финансового капитала.

Работа Рудольфа Гильфердинга «Финансовый капитал» (1910), считается первой из «классических» марксистских теорий империализма, систематизированых и популяризированых Николаем Бухариным и Лениным. Гильфердинг, проанализировав империализм с точки зрения теории денег и возникновения акционерных обществ, сделал вывод о том, что рост акционерных обществ, а также банковских монополий, привёл к беспрецедентной концентрации капитала. Поскольку монополии взяли под прямой контроль куплю и продажу, возможности для инвестиций в торговлю сократились. По сути, это вынудило банковские монополии инвестировать непосредственно в производство .

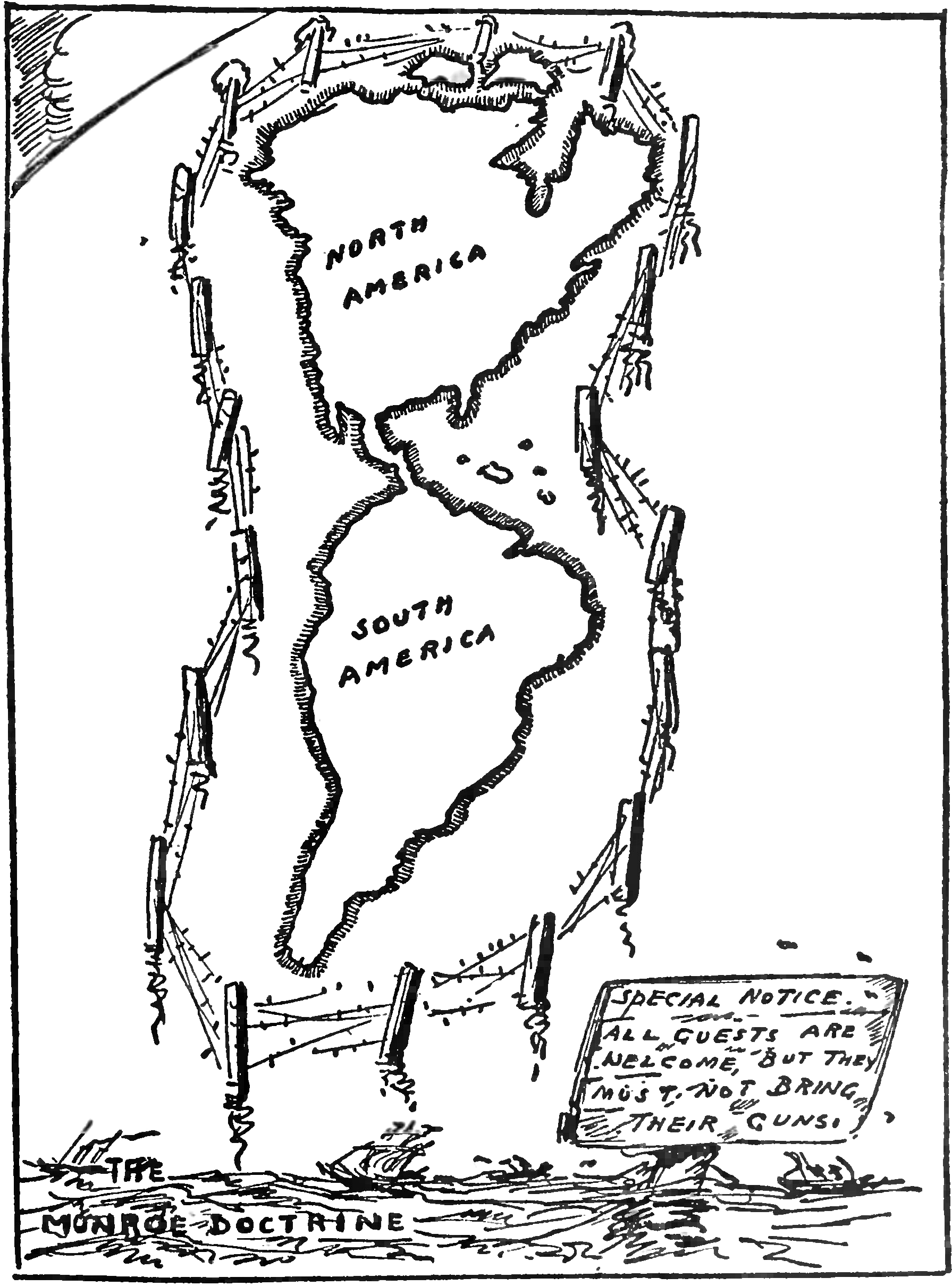
Для Гильфердинга доктрина Монро была примером того, как финансовый капитал США усугубляет территориальное разделение мира.

Эра финансового капитала Гильфердинга (объединённый финансовый и промышленный капитал) предполагает появление крупных компаний, способных привлекать деньги из самых разных источников. Эти компании с большим финансовым капиталом затем будут стремиться расширить свою деятельность на всё большую территорию, чтобы наиболее эффективно использовать природные ресурсы, и, монополизировав эту область, установят тарифы на экспортируемые товары, чтобы использовать свое монопольное положение.
По мнению Гильфердинга, монополии эксплуатируют всех потребителей на своих охраняемых территориях . Как и Гобсон, Гильфердинг считал, что империализм приносит пользу только меньшинству буржуазии.
Несмотря на признание вклада Гильфердинга Лениным, должность министра финансов Веймарской республики (1923) дискредитировала его в глазах многих социалистов. Его работы редко признавались или переводились, а их издание несколько раз прекращалось.

### Роза Люксембург

Люксембург писала, что опиумные войны были типичными попытками европейских империалистов проникнуть на новые рынки.

Роза Люксембург следовала интерпретации Маркса расширения капиталистического способа производства. В своей книге «Накопление капитала» (1913) Люксембург утверждала:
- Маркс допустил логическую ошибку в своём анализе расширенного воспроизводства. Цены на товары не могли быть достаточно высоким, чтобы покрыть затраты на реинвестирование;
- Капитализм окружен докапиталистическими экономиками. Конкуренция и перенакопление капитала вынуждает капиталистические фирмы расширяться в эти экономики и, в конечном итоге, разрушать их. После того, как закончатся докапиталистические общества, которые можно эксплуатировать, закончится капитализм[25][26].

Аргумент Люксембург о недопотреблении подвергся резкой критике со стороны ряда марксистских и немарксистских экономистов, особенно автромарксистов, а восторженными защитниками выступили Франц Меринг и Дьёрдь Лукач. Люксембург воздавали должное за её призыв к первым марксистам сосредоточиться на Глобальном Юге ; от понимания капитализма как всемирной системы, где существуют своего рода «центр», где возможна буржуазная демократия, и «периферия», где сохраняются докапиталистические уклады, произошли мир-системный анализ и теория зависимого развития, хотя их авторы изменили лексику Люксембург.

### Каутский. Ультраимпериализм

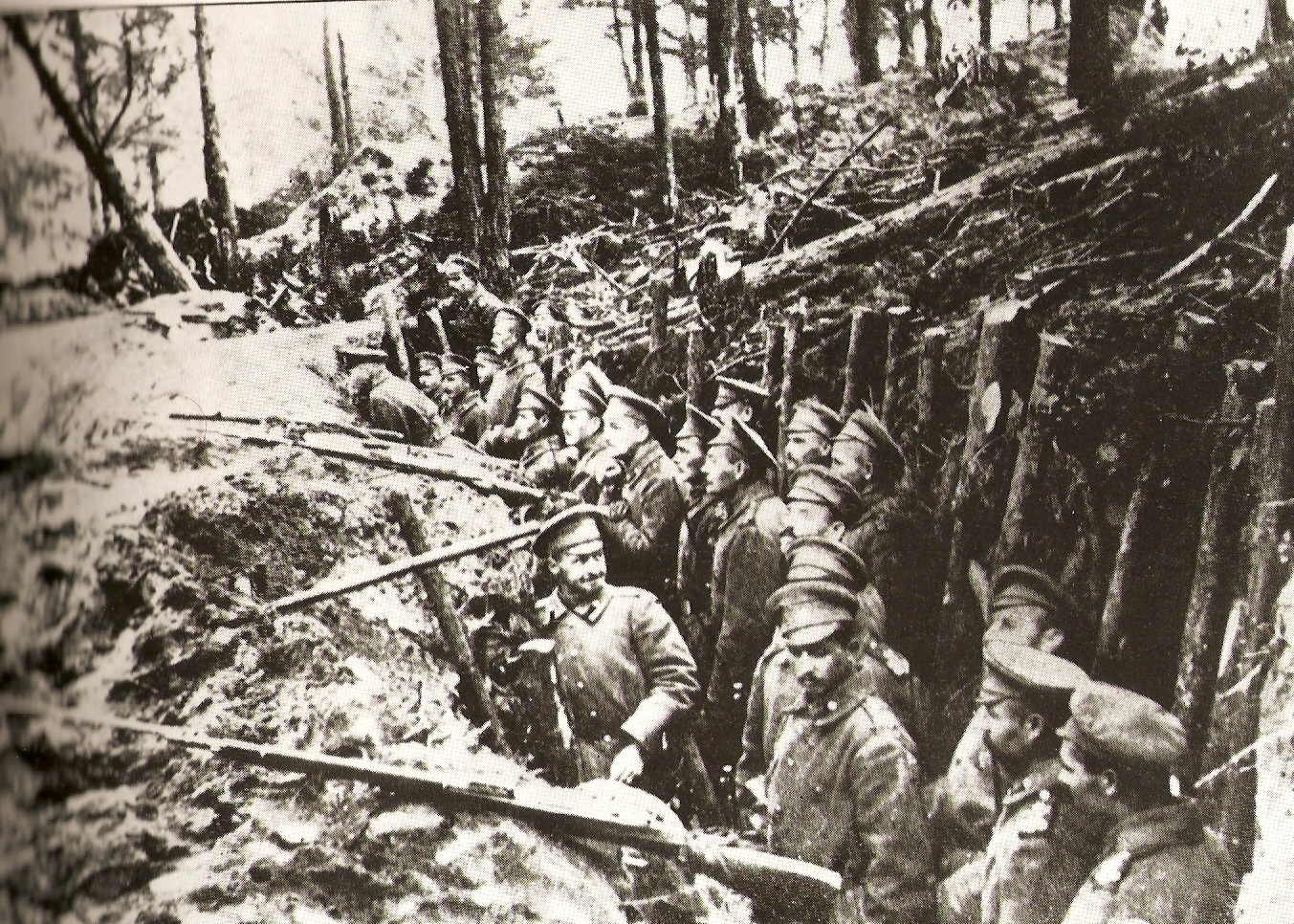
Классические теории империализма были разработаны в ожидании или в ответ на события Первой мировой войны.

До Первой мировой войны Гобсон, как и Карл Либкнехт, предполагали трансформацию империалистических государств в межгосударственные картели, способные более эффективно эксплуатировать остальной мир, не вызывая войн в Европе. В 1914 году Карл Каутский ввёл термин «ультраимпериализм» или этап мирного сотрудничества между империалистическими державами, на котором страны отказываются от гонки вооружений и ограничивают конкуренцию. Это подразумевало, что война не является существенной для капитализма, и что социалистам следует агитировать за мирный капитализм, а не за конец империализма.
Идею Каутского критиковал Ленин во введении к книге Бухарина «Мировое хозяйство и империализм», приписывая Каутскому отрицание острых задач сегодняшнего дня во имя мечтаний о мягких задачах будущего и называя его оппортунистом.
Ультраимпериализм был возрожден для описания примеров сотрудничества между капиталистическими государствами в холодной войне. Отмечается сходство теории Каутского с теорией империи Майкла Хардта и Антонио Негри, однако авторы это оспаривают.

### Бухарин

Бухарин привел гигантские землевладельческие компании в немецком Камеруне как примеры компаний-монополистов, связанных с национальным империалистическим блоком.

В книге Николая Бухарина «Мировое хозяйство и империализм» (1915) прояснялись и уточнялись ранние идеи Гильфердинга в более последовательном антиимпериалистическом свете. Главное отличие Бухарина от Гильфердинга заключалось в том, что вместо одного процесса, ведущего к империализму (растущей концентрации финансового капитала), Бухарин видел два конкурирующих процесса, которые могли бы создать трения и войну:
- интернационализация капитала (растущая взаимозависимость мировой экономики)
- национализация капитала (разделение капитала на национальные властные блоки). Крупные национальные блоки капитала конкурируют внутри мировой экономики [46].

Таким образом, монополия не была концом конкуренции, а, скорее, каждая последующая интенсификация монопольного капитала в более крупные блоки влекла за собой гораздо более интенсивную форму конкуренции во всё более крупных масштабах.
Вновь, для объяснения провала Второго Интернационала, вводилось понятие рабочей аристократии. Бухарин утверждал, что увеличение сверхприбылей от колоний составляет основу для более высоких заработных плат в развитых странах, заставляя некоторых рабочих отождествлять себя с интересами своего государства, а не своего класса. Эту же идею подхватил Ленин.

### Ленин

Ленин в Швейцарии, примерно во время написания книги Империализм, как высшая стадия капитализма.

Целью книги Владимира Ленина «Империализм, как высшая стадия капитализма», было обобщение ранних идей Гобсона, Гильфердунга и Бухарина. Книга является самым влиятельным и широко читаемым текстом по теме империализма.
Ленин, вместо того, чтобы рассматривать империализм как отдельную политику определённых стран и государств (как это делал, например, Бухарин) , рассматривал империализм как новую историческую стадию капиталистического развития.
Были изложены основные экономические закономерности империализма:
1. создание монополий, играющих решающую роль в экономической жизни, как результат концентрации производства и капитала.
2. слияние банковского капитала с промышленным и создание на основе этого «финансового капитала» финансовой олигархии
3. вывоз капитала, в отличие от экспорта товаров, приобретает исключительное значение"
4. образование международных монополистических капиталистических объединений, делящих мир между собой
5. территориальный раздел всего мира между крупнейшими капиталистическими державами завершён[51].

Труд Ленина имел высочайший статус в коммунистическом движении. Однако утверждение Ленина о том, что для выживания промышленности требуется экспорт капитала подвергалось критике. В то же время ленинское прообраз разделения ядра и периферии и использование термина «мировая система» имели решающее значение для последующего развития теории зависимости и мир-системная теория. В рамках современной научной дискуссии данная работа Ленина, как правило, либо критикуется, либо рассматривается в качестве базисного, но не исчерпывающего труда для дальнейшего анализа империализма.

## Теории после Первой мировой войны

### Баран и Суизи
В книгах «Теория капиталистического развития» Пола Суизи (1942) и «К экономической теории общественного развития» Пола Барана (1957):
- используется теория недопотребления, утверждается, что бесконечный рост капиталистической системы невозможен
- утверждается, что по мере развития капитализма заработная плата имеет тенденцию снижаться, а вместе с ней и общий уровень потребления. Таким образом, способность потребления поглощать всю производительную продукцию общества ограничена, и эту продукцию затем необходимо реинвестировать в другое место.
- утверждается, что невозможно постоянное реинвестирование в производственное оборудование (что только увеличило бы выпуск потребительских товаров и усугубило бы первоначальную проблему)
- утверждается, что существует непримиримое противоречие между необходимостью увеличения инвестиций для поглощения избыточного выпуска и необходимостью сократить общий объём производства, чтобы удовлетворить потребительский спрос. Однако эту проблему можно отсрочить за счет инвестиций в непроизводительные аспекты жизни общества (например, вооруженные силы) или за счёт экспорта капитала[56].

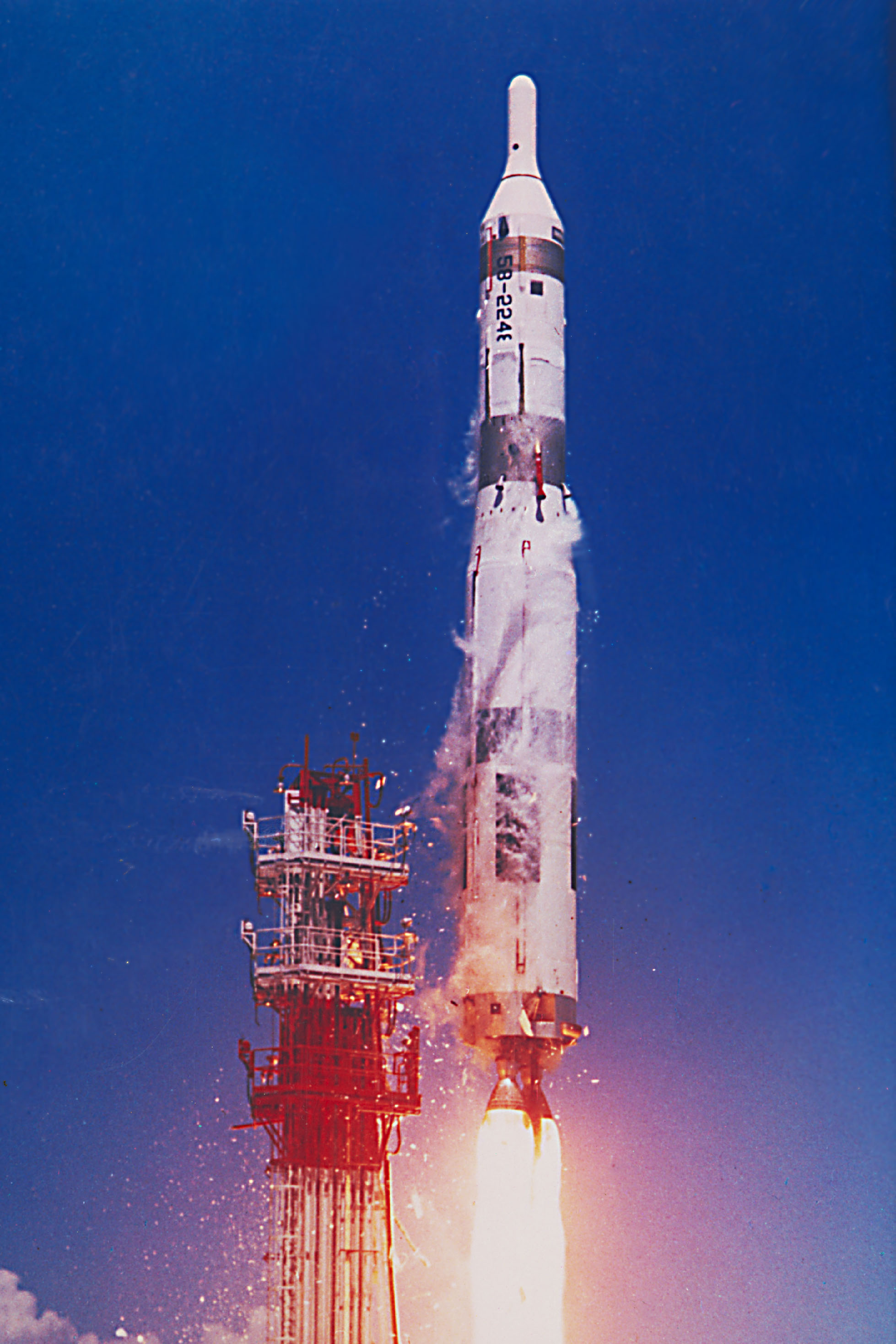
Огромные военные и исследовательские инвестиции времен холодной войны можно объяснить необходимостью решить проблему чрезмерных инвестиций, вызванных недостаточным потреблением.

- утверждается, что при империализме исчезает мотив для инвестиций в промышленность через внедрение новых производственных технологий, поскольку у монополий нет конкурентов, над которыми можно было бы получить конкурентное преимуществ от технологических инноваций.

В этом ключевое отличие от более ранних «классических» теорий империализма, особенно от Бухарина, поскольку здесь монополия представляет собой не усиление конкуренции, а её полное подавление. Баран и Суизи также отвергли более раннее утверждение о том, что все национальные отрасли образуют единый «национальный картель», вместо этого отметив, что внутри страны обычно существует несколько компаний-монополистов: ровно столько, чтобы поддерживать «баланс сил».
Таким образом, разрешение кризиса недопотребления для большинства западных стран — значительные инвестиции в военное вооружение. В дополнение к этому увеличился экспорт капитала в доступные регионы мира, и компании-монополисты ищут защиты у своих материнских государств, чтобы обеспечить эти иностранные инвестиции. По мнению Бэрана и Суизи, эти два фактора объясняют империалистическую войну и доминирование развитых стран.
Отсталость бедных стран объясняется неравными торговыми потоками. Торговые потоки служат для обеспечения дешевыми сырьевыми товарами в развитые страны, в то время как местное производство в слаборазвитых странах не поощряется из-за конкуренции с товарами из развитых стран .
Баран и Суизи были первыми экономистами, которые рассматривали развитие капитализма в развитых странах как отличное от его развития в слаборазвитых странах, и на эту точку зрения повлияла философия Франца Фанона и Герберта Маркузе.
При этом Баран и Суизи были первыми теоретиками, популяризировавшими идею о том, что империализм — барьер на пути развития многих стран. Этот вывод привёл к появлению «школы недостаточного развития» экономики, однако их опора на логику недопотребления подверглась критике как эмпирически ошибочная. Интерес к их теории возродился после финансового кризиса 2007—2008 годов.

### Нкрума

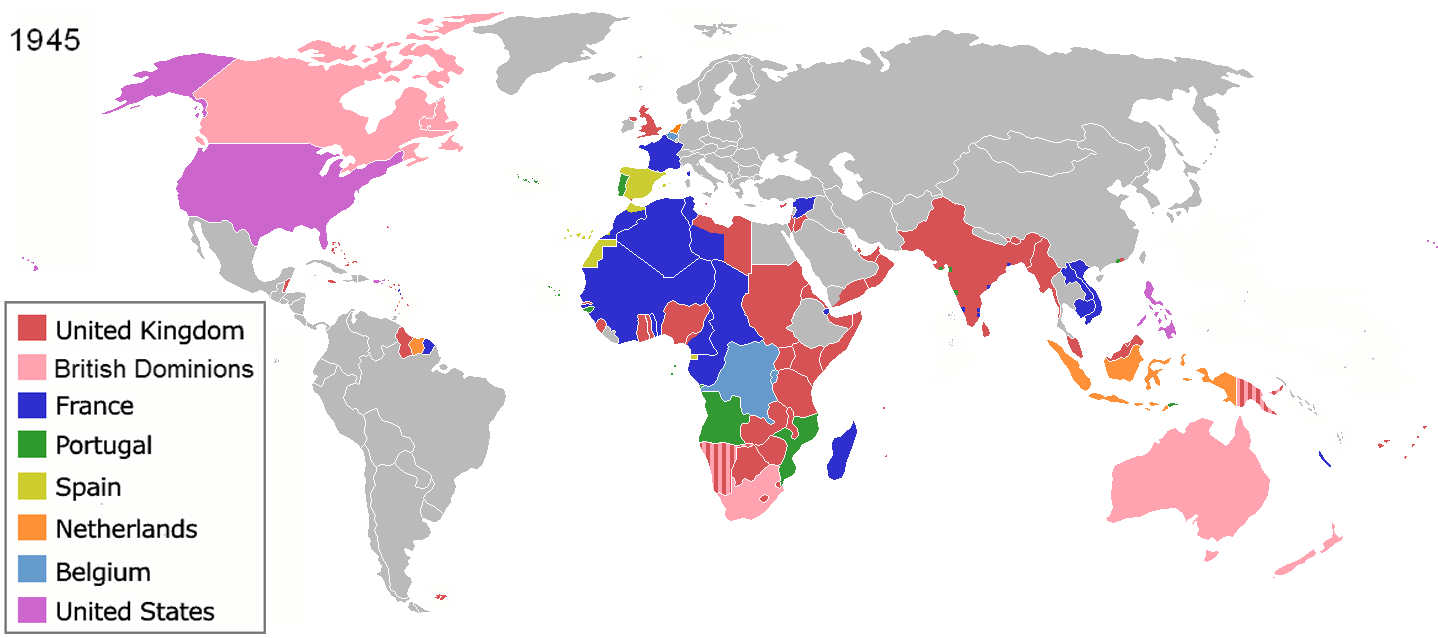
Революционные националистические движения и деколонизация

Кваме Нкрума, бывший президент Ганы (1960—1966), ввёл термин «неоколониализм» (в преамбуле хартии Организации африканского единства 1963 года). Нкрума изложил свои взгляды на неоколониализм в книге «Неоколониализм, последняя стадия империализма» (1965). Он во многом основывался на ленинском «Империализме», однако в отличие от классических марксистских теорий, считал, что империализм сдерживает развитие колоний.
Теория Нкрумы, как и аналогичные работы Че Гевары, используется лидерами движения неприсоединения и различных национально-освободительных групп.

### Кабрал
Амилкар Кабрал, лидер националистического движения в Гвинее-Бисау и на островах Зелёного Мыса, разработал оригинальную теорию империализма для объяснения отношений между Португалией и её колониями.
Кабрал утверждал, что существует три различные фазы человеческого развития:
- В первой социальные структуры горизонтальны, лишены частной собственности и классов, имеют низкий уровень производительных сил
- Во второй социальные структуры вертикальны, с классовым обществом, частной собственностью и высоким уровнем производительных сил
- На заключительном этапе социальные структуры снова становятся горизонтальными, лишёнными частной собственности и классов, но с чрезвычайно высоким уровнем производительных сил.

В отличие от исторического материализма, объяснявшего исторические стадии развития общества результатом классовой борьбы, Кабрал считал, что способ производства имеет свой собственный независимый характер, и только на второй фазе развития классовая борьба меняет общество. Бесклассовые коренные народы имеют собственную историю и способны к социальной трансформации без развития классов. Таким образом, империализм представлял собой любое препятствие на пути коренных социальных преобразований. Эта теория империализма не имела влияния за пределами собственного движения Кабрала.

### Франк

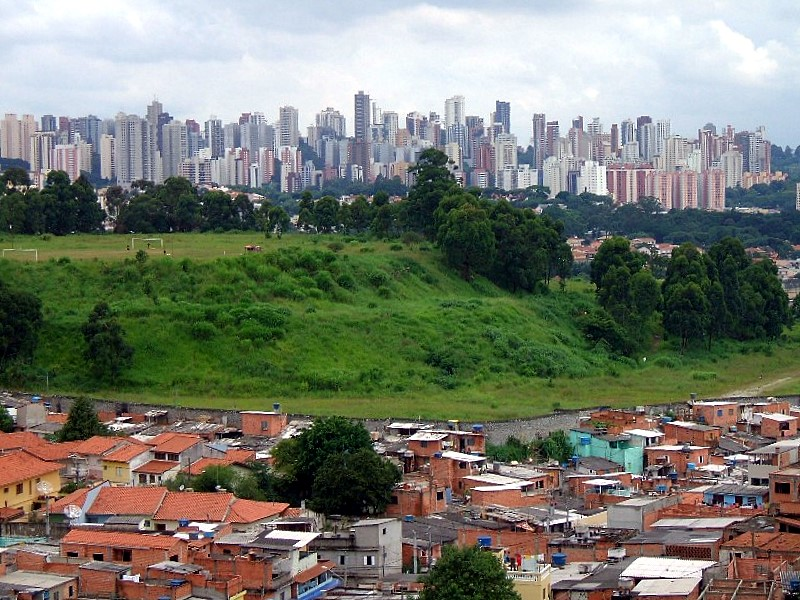
Андре Гундер Франк основывал свои теории на наблюдениях за неравенством в Латинской Америке, примером которого являются такие города, как Сан-Паулу.

Андре Гундер Франк оказал влияние на развитие теории зависимости в 1960—1970-х годах. Подобно Барану и Суизи, а также африканским теоретикам империализма, Франк считал, что капитализм приводит к отсталости колоний. Он рассматривал мировую систему, как систему мегаполис-сателлит, то есть систему доминирующих и зависимых стран с увеличивающимся разрывом в развитии. Для Франка любая часть мира, затронутая капиталистическим обменом, описывалась как «капиталистическая», даже районы с высокой самодостаточностью или крестьянским сельским хозяйством, и большая часть его работ была посвящена изучению степени проникновения капитализма в традиционные общества.
В отношениях между сателлитами и метрополиями, промышленность метрополии выкачивает часть прибавочной стоимости из более мелких региональных центров, которые, в свою очередь, выкачивают стоимость из более мелких центров и отдельных лиц. Каждый мегаполис занимает монопольное положение в отношении продукции своих сателлитов. Если в ранних работах Франк считал, что эта система отношений распространилась уже в XVI веке, то в более поздних работах (после принятия им мир-системной теории) отодвинул эту границу к 4 тысячелетию до нашей эры.
Франк привел доказательства того, что отток прибыли из Латинской Америки значительно превышает инвестиции, текущие в обратном направлении из Соединённых Штатов, а экономики-сателлиты со временем «искажаются», развивая низкооплачиваемый промышленный сектор, производящий сырьевые товары, с небольшим количеством доступных рабочих мест, в результате чего большая часть страны остаётся зависимой от доиндустриального производства. Он ввел термин «люмпенбуржуазия» для компрадоров, извлекающих выгоду из посредничества между иностранным капиталом и национальным рынком .

### Ньютон
Хьюи П. Ньютон, один из основателей партии Чёрные пантеры, разработал теорию интеркоммунализма (1970-е). По этой теории империализм перерос в «реакционный интеркоммунализм», характеризующийся появлением небольшого «правящего круга» внутри Соединённых Штатов, монополистов на передовые технологии и образование, необходимое для их использования. Нации превратились в разрозненную совокупность «мировых сообществ», которые должны наращивать мощь посредством программ выживания, создавая самодостаточность и основу для материальной солидарности друг с другом. Эти сообщества (во главе с авангардом чёрного люмпен-пролетариата), объединившись в универсальную идентичность, экспроприируют правящий круг и тогда наступит «революционный интеркоммунализм», который сам по себе сможет привести к коммунизму.
Ньютон не получил широкого признания как учёный в своё время, однако интеркоммунализм приобрёл некоторое влияние во всемирном движении Пантер, и был назван предшественником теории Хардта и Негри.

### Эммануэль
Теория неэквивалентного обмена Аргири Эммануэля (книга «Неравный обмен: исследование империализма торговли», 1972), считается серьёзным отклонением от марксистских трактовок империализма. Он утверждает, что свободная торговля между двумя полностью капиталистическими странами все ещё может быть неравной с точки зрения базовой стоимости торговых товаров, что приводит к империалистическому трансферу.

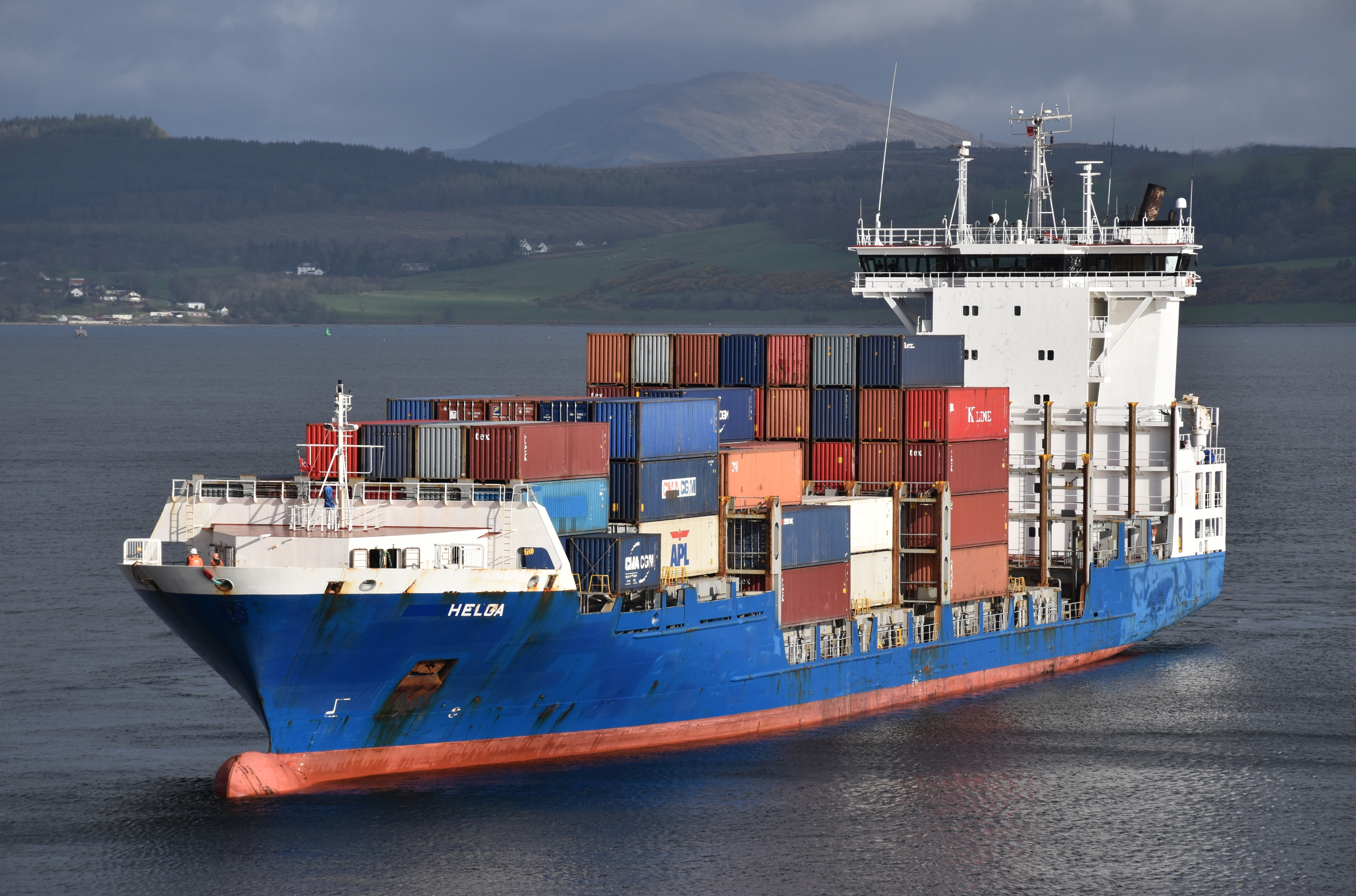
Аргири Эммануэль писал, что интенсификация глобальной торговли привела к скрытому переносу стоимости от бедных стран к богатым.

Эммануэль основал свою теорию на работах Маркса о цене, факторах производства и заработной плате. Он согласился с Пьеро Сраффой в том, что различия в заработной плате являются ключевым фактором, определяющим различия в издержках производства и, следовательно, в ценах. Более высокий уровень зарплаты в западных, развитых странах он объяснил более высоким уровнем членства в профсоюзах, а не разницей в производительности. Эта первоначальная разница в заработной плате затем будет усугубляться тем фактом, что капитал мобилен на международном уровне (что позволяет уравнивать цены и нормы прибыли между странами), а труд — нет, а это означает, что заработная плата не может выровняться за счет конкуренции.
Товары слаборазвитых стран продавались бы по более низкой цене, даже если бы они были доступны в том же количестве и качестве, что и западные товары. Результатом будет фундаментально неравный торговый баланс, даже если меновая стоимость проданных товаров будет одинаковой. Другими словами, обмен между центром и периферией всегда фундаментально «неравен», поскольку любая бедная страна должна платить за импорт больше и должна экспортировать большее количество товаров, чтобы покрыть свои расходы. И наоборот, развитые страны могут получить больше импорта при любом заданном объёме экспорта.
Теория Эммануэля вызвала значительный интерес в 1970-е годы и была включена в работы многих более поздних теоретиков. Так, Самир Амин полагал, что неэквивалентный обмен был побочным эффектом различий в производительности между центром и периферией или (в случае Шарля Беттельхейма) различий в органическом составе капитала. Аргументы Эммануэля о роли заработной платы в империализме были возобновлены в последние годы Заком Коупом.

### Родни
Гайанский историк Уолтер Родни был важным связующим звеном между африканскими, карибскими и западными теоретиками империализма на протяжении 1960-х и 70-х годов. Вдохновленный Лениным, Полом Бараном, Амином, Фаноном, Нкрумой и Джеймсом Сирилом, Родни выдвинул теорию «капиталистического империализма», продвигал её, как преподаватель, в Университете Дар-эс-Салама и с помощью книг.
Вопреки ленинской периодизации, Родни считал, что империализм и капитализм не возникли в XIX веке, а были сопутствующими процессами, история которых восходит к позднему средневековью. Его капиталистический империализм был связан с появлением расизма, оправдывающего жестокость и эксплуатацию в колониях. Колонии служили также «выпускным клапаном» для европейских социальных и экономических кризисов, например, путем экспорта нежелательного населения в качестве поселенцев. Колониальные народы считались «полупролетариатом», застрявшим между способами производства, с более низкой заработной платой, оправданной идеей, что они могут выращивать себе пищу для выживания. В основе этой системы находились рабы, часто «постоянный гибрид крестьянина и пролетария», для которых заработная плата считалась ненужной. Создав постоянно неурегулированный глобальный низший класс, европейцы также создали постоянную резервную армию рабочей силы, которую, будучи однажды импортированной в Европу или Америку, можно было легко удержать от организации с помощью расизма и стратифицированной заработной платы.

### Валлерстайн

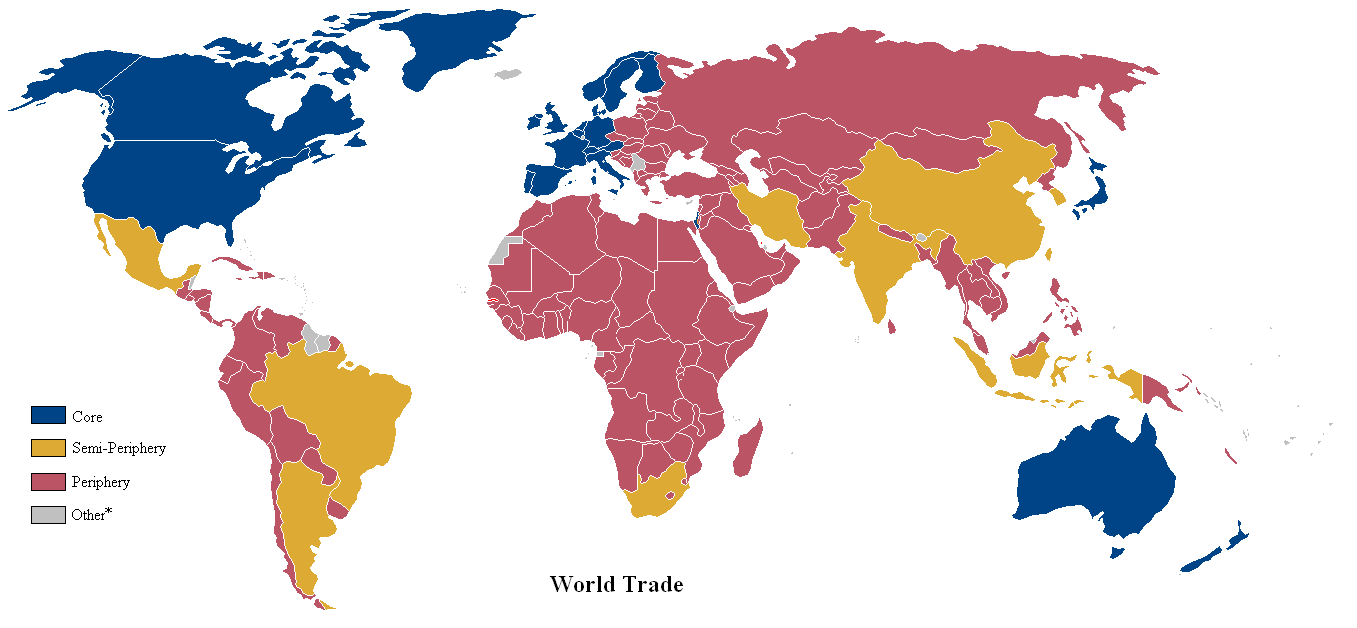
Страны по их торговому статусу (2000) по Валлерстайну: страны ядра (синий), страны полупериферии (жёлтый)

Иммануил Валлерстайн утверждал, что неверно рассматривать отдельные государства как закрытые системы. По его утверждению, начиная с XVI века, возникла мир-система, сформированная посредством рыночного обмена, вытеснившая существовавшие до этого «минисистемы» (маленькие местные экономики) и «мировые империи» (системы, основанные на дани центральной власти). Валлерстайн рассматривал капитализм не как отдельный способ производства, а скорее как «неделимый феномен», стоящий за мировой системой.
Мировая система разделена на три уровня государств: ядро, периферию и страны полупериферии. Определяющие характеристики этих уровней менялись по мере того, как Валлерстайн применял новые идеи. Если в его ранних работах разница между этими уровнями заключается в силе государственных систем в каждой стране, то позже все государства это часть межгосударственной системы, которая существует для того, чтобы разделить мир на области, различающиеся по степени, в которой они получают выгоду или вред от неравного обмена.
Для Валлерстейна классовый анализ сводился к анализу интересов «синдикальных групп» внутри стран, которые могут относиться или не относиться к структурным позициям в мире-экономике. Существует множество потенциальных исторических агентов, а не просто классовый пролетариат, как в ортодоксальном марксизме.

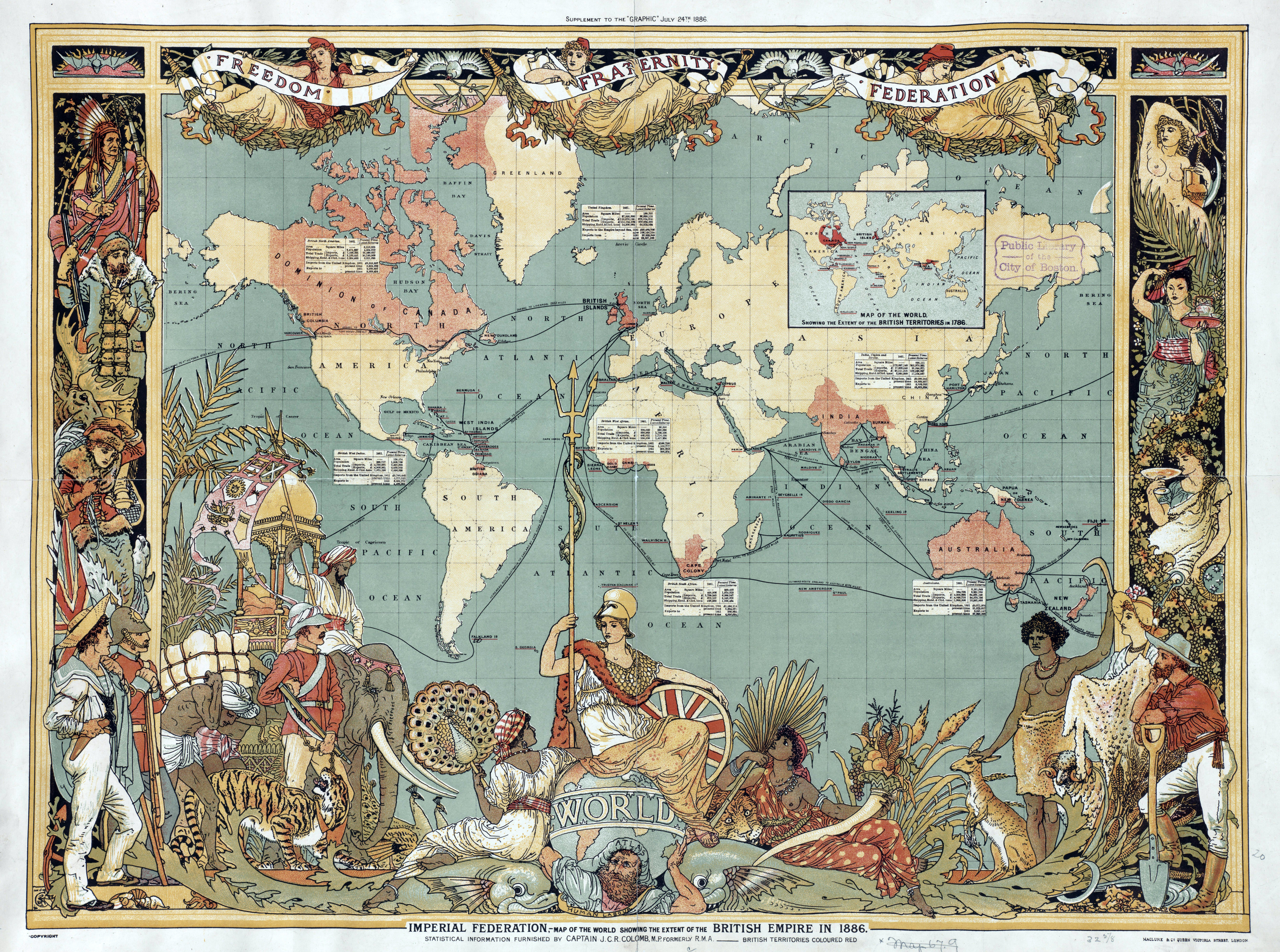
Валлерстейн предположил, что Британская империя на короткое время была настоящим мировым гегемоном в ранний период Pax Britannica.

Другим ключевым аспектом теории мировых систем является идея мировых стран-гегемонов. Единственными странами, достигшими такой гегемонии, были Голландская республика (1620—1672), Великобритания (1815—1873) и США (1945—1967). Валлерстайн отмечает, что, хотя может показаться, что Соединённые Штаты продолжают оставаться мировым гегемоном, это происходит только потому, что финансовая мощь приходящих в упадок гегемонов имеет тенденцию пережить их истинную гегемонию. Истинные гегемонии, как правило, характеризуются свободной торговлей, политическим и экономическим либерализмом, а их подъём и упадок можно объяснить циклами Кондратьева, которые также коррелируют с периодами расширения и стагнации мировой системы.
Валлерстайн помог утвердить мир-системную теорию как признанную школу мысли с собственным набором исследовательских центров и журналов. И Франк, и Амин впоследствии приняли концепцию Валлерстейна. Среди других теоретиков мир-систем — Оливер Кокс, Джованни Арриги, Кристофер Чейз-Данн, Беверли Сильвер, Волкер Борншер, Джанет Абу Лугод, Томас Д. Холл, Куниберт Раффер, Теотонио дос Сантос, Дейл Томич, Джейсон В. Мур и другие.
Мир-системная теория подверглась резкой критике с разных точек зрения. Распространенная позитивистская критика заключалась в том, что теория мировых систем имеет тенденцию к обобщению и не соответствует критерию Поппера (критерий научности теории). Марксисты указывают на недостаточное внимание к значению социального класса. Другие критиковали теорию за стирание границ между государством и бизнесом, за придание недостаточного веса государству как единице анализа, или за недостаточное внимание к историческому влиянию культуры.

### Амин

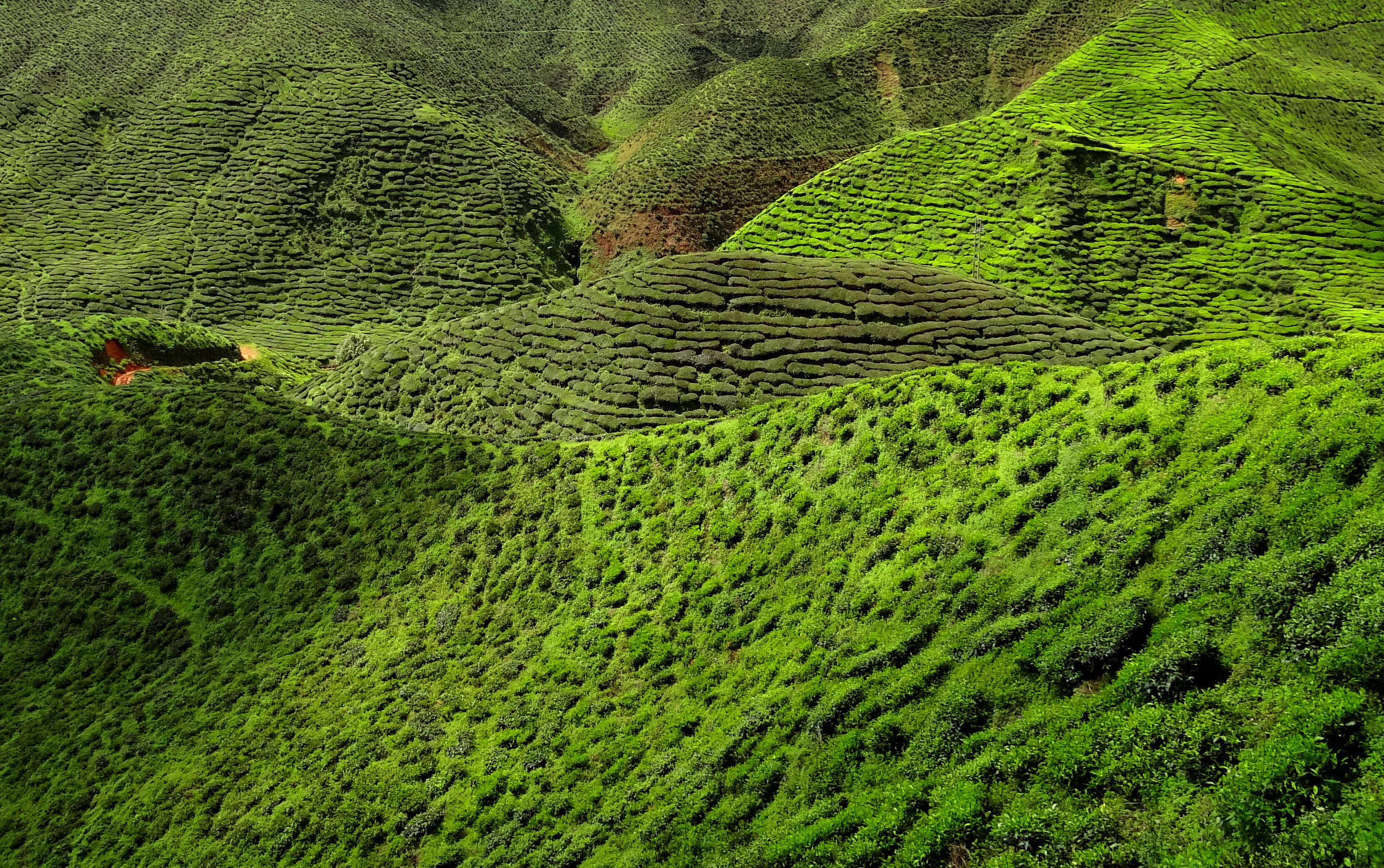
Самир Амин писал, что чрезмерная зависимость от экспорта, как и плантационная экономика, может быть признаком зависимости и неравномерного развития.

Самир Амин разработал теорию «накопления в мировом масштабе» и «неравномерного развития». По Амину, процесс накопления следует понимать в мировом масштабе, но в мире, разделенном на отдельные национальные социальные формации. Процесс накопления усугубляет неравенство между этими социальными формациями, в результате чего они разделяются на ядро и периферию. Накопление внутри центра имеет тенденцию быть «автоцентричным» или управляться своей собственной внутренней динамикой, диктуемой местными условиями, ценами и платежеспособным спросом, причем в манере, относительно неизменной с тех пор, как это было впервые описано Марксом. Накопление на периферии осуществляется таким образом, который выгоден странам ядра и продиктован их потребностями в товарах и сырье. Это приводит к специализации экспорта, поэтому значительная часть развивающихся стран занимается производством товаров для удовлетворения внешнего спроса.
Амин считал, что нужен процесс «отсоединения» экономик, который отделил бы развивающиеся экономики от глобального закона стоимости, позволив им принять решение о «национальном законе стоимости». Это позволило бы создать что-то вроде автоцентрического накопления в более бедных странах, например, позволив сельским общинам двигаться к продовольственному суверенитету, а не нуждаться в товарных культурах для экспорта.

### Хардт и Негри

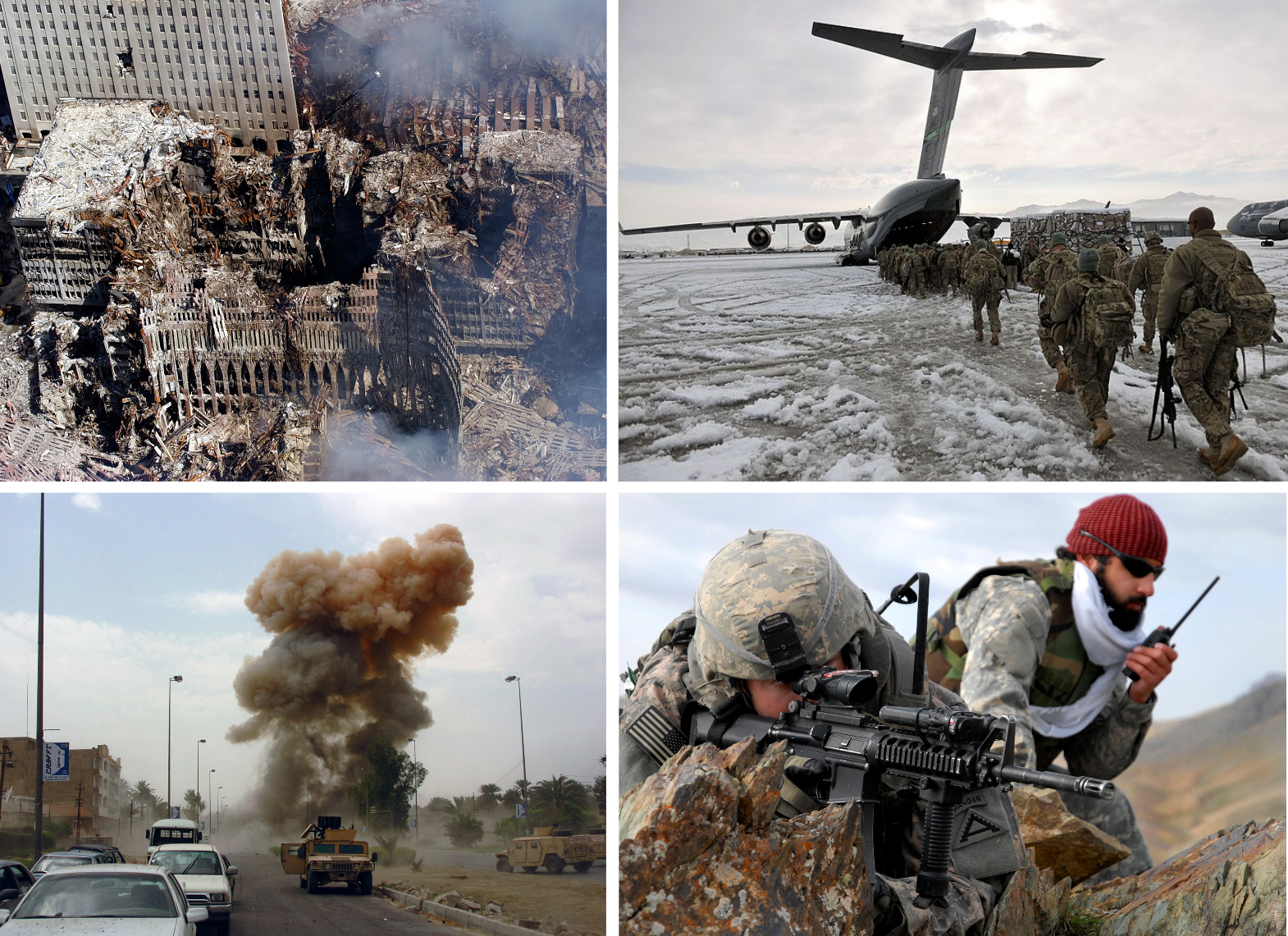
и Негри предсказали ключевые аспекты войны с террором

Постмарксисты Майкл Хардт и Антонио Негри представили новую теорию империализма в своей книге Империя (2000). Опираясь на эклектичный набор идей, в том числе опираясь на идеи Ньютона, Полибия, Мишеля Фуко, Жиля Делёза и Бенедикта Спинозы, они предположили, что современная структура империализма Ленина, уступила место постмодернистской империи, построенной среди правящих держав мира.
Хардт и Негри описывают имперский способ ведения войны, основанный на биополитике, в котором враги Империи все, кого можно свести к другому. Такого врага можно очернить как мелкого преступника (и, таким образом, подвергнуть обычным полицейским репрессиям), или возвести в статус крайней экзистенциальной угрозы, например, террориста.
Конструкция Империи состоит из трех аспектов, которые соответствуют одному из государств Платона:
1. Соединённые Штаты, НАТО и различные межправительственные организации высокого уровня составляют монархию, которая управляет Империей как её источник суверенной власти
2. Международные корпорации и различные государства составляют олигархию
3. Неправительственные организации и Организация Объединённых Наций составляют демократию внутри Империи, обеспечивая легитимность.

Человек не способен оказать сопротивление Империи, кроме чистого отрицания: «воли быть против», и при этом стать частью множества.
Работа Хардта и Негри привлекла значительное внимание после терактов 11 сентября, а также в контексте антиглобализма.

### Воглер
В соответствии с ранними марксистскими теориями империализма политэконом Ян Воглер определяет империализм как строго иерархические отношения между государствами, добавляя что он «может проявляться по-разному и варьируется от асимметричной торговли и неформального правления до непосредственного и полного административного подчинения колониальных территорий через имперский центр». Воглер подчеркивает решающую роль военного и капиталистического экономического соперничества между великими державами на европейском континенте. Воглер описывает психологические процессы социального сравнения и определяет важность политического престижа, как причину желания правителей постоянно расширять свою территорию и экономическую базу. Фрагментированный характер европейской географии и климата в сочетании с эндогенными процессами балансирования великих держав не позволил одному государству навсегда получить доминирующий статус.
Воглер утверждает, что «три механизма связывают [эту относительно симметричную] внутриевропейскую конкуренцию с империализмом»:
- трудность повышения престижа какого-либо европейского государства за счет территориальной и экономической экспансии в самой Европе из-за мощного оборонительного потенциала всех государств
- Развитие военно-морских технологий в XV веке способствовало имперской экспансии и эксплуатации в других регионах мира, как альтернативная форма завоевания престижа для правителей.
- Продолжительное военное и экономическое соперничество в Европе часто обходилось очень дорого и приводило к взрывному росту государственного долга. Длительное военное соперничество создало мощные внутренние группы интересов «в виде флотов и армий, которые поддерживали империализм» [103] поскольку оно стало надежным средством оправдания постоянного и далеко идущего доступа этих групп к государственным ресурсам[104].

На протяжении нескольких столетий сочетание описанных механизмов формировало стимулы для империализма и экономической эксплуатации других регионов мира европейскими державами. Несмотря на то, что все предложенные динамики можно наблюдать уже в доиндустриальную капиталистическую эпоху, усиление экономической конкуренции за сырье и экспортные рынки, вызванное появлением промышленного капитализма, ещё больше усилило их.

## Актуальные исследования
Самые известные теории империализма были, в основном, разработаны в 1902—1916 годах, но на протяжении 1960-х и 70-х появились теория зависимости и мир- систем. Изучение империализма продолжается исследовательскими центрами, журналами и независимыми писателями.
Соответствующие журналы включают: «Журнал исследований мировых систем», «Ежемесячный обзор», «Новая политическая экономия», «Исследования в области политической экономии», «Мир, земля и хлеб», «Экология и общество» и Анналы (на французском).

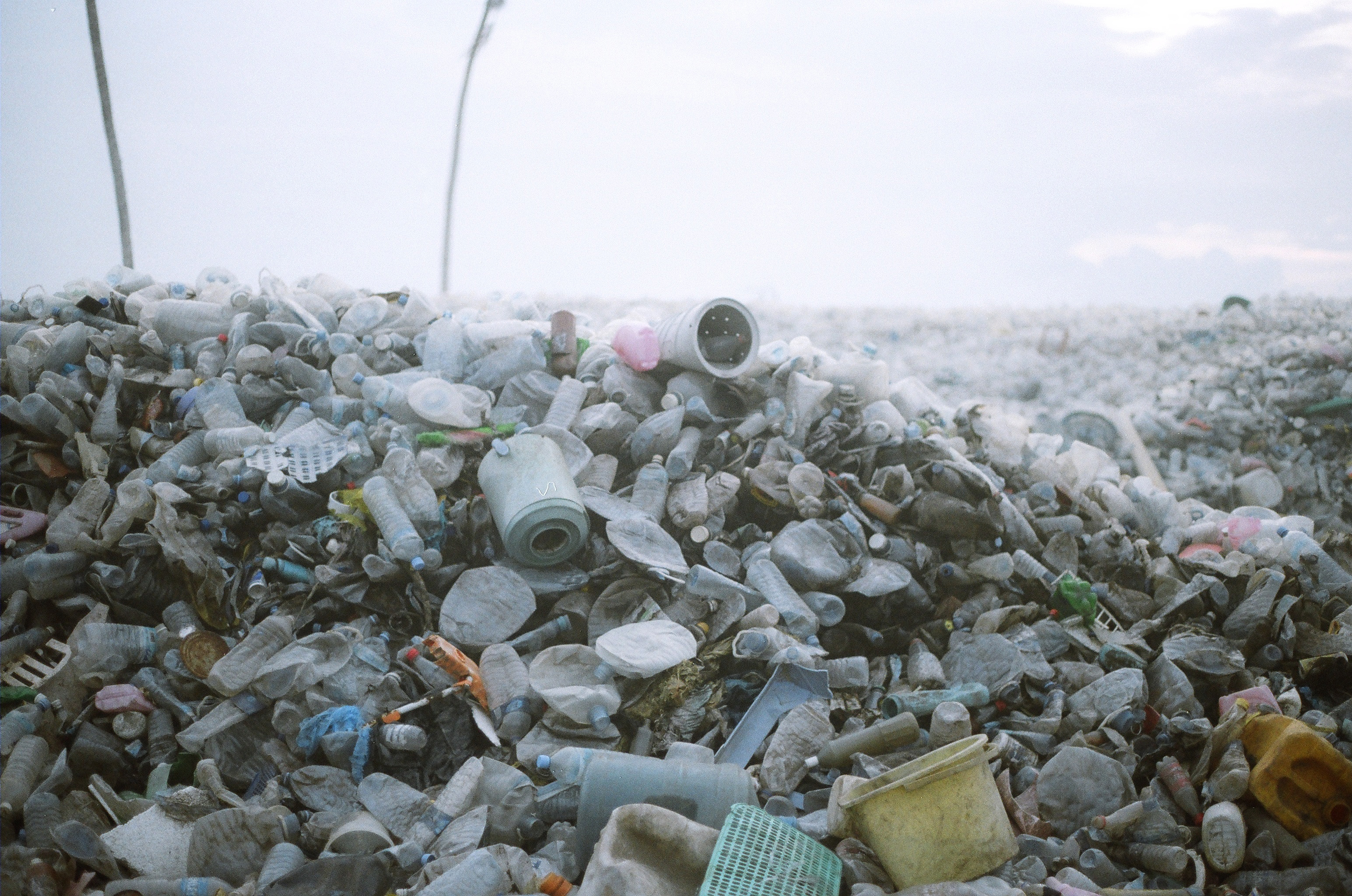
Теория экологически неравного обмена предполагает изучение переноса экологически вредных веществ, таких как загрязнения или пластиковые отходы, между странами.

Темы недавних исследований империализма включают роль долга в империализме, переоценку теорий более ранних теоретиков, введение политической экологии в изучение имперских границ, синтез империализма и экологических исследований в теорию экологически неравного обмена.
Эконометрические исследования прошлого или нынешнего воздействия империализма на Глобальный Юг (работы Джейсона Хикеля, Дилана Салливана и Хузайфы Зумкавалы) вновь привлекли внимание средств массовой информации к исследованиям империализма.
Темой последних лет является связь между империализмом и рабочей аристократией, идея, выдвинутая Бухариным и Лениным (и упомянутая Энгельсом). Дебаты между Заком Коупом и Чарльзом Постом вызвали особый интерес и привели к появлению двух книг Коупа, связывающих рабочую аристократию с неравным обменом и социальным империализмом.
Теории империализма китайских авторов вызывают интерес в контексте торговой войны между Китаем и США (теория «неоимпериализма» Чэн Эньфу и Лу Баолиня). Они считают, что начался новый этап империализма, характеризующийся следующими факторами:
- монополия производства и обращения
- монополия финансового капитала
- долларовая гегемония
- монополия на интеллектуальную собственность
- международный олигархический альянс
- культурная и пропагандистская гегемония[120].

## Общие понятия

### Сверхприбыль
Сверхприбавочная стоимость относится к любой прибыли от предприятия выше среднего, например, полученной благодаря технологическому преимуществу, производительности выше среднего или монопольной ренте. Однако, в контексте империализма, сверхприбыль обычно относятся к любой прибыли, полученной из периферийных стран. В теориях недостаточного потребления сверхприбыли, как правило, являются побочным эффектом капиталистических усилий по предотвращению кризиса, тогда как в других теориях сверхприбыли сами по себе составляют мотив империалистической политики.

### Недостаточное потребление
Многие теории империализма, от Гобсона до Валлерстайна , следовали теории кризиса, основанной на недостаточном потреблении. Фундаментальное противоречие внутри капиталистического производства приводит к тому, что предложение опережает эффективный спрос. Обычное объяснение того, как это приводит к империализму, состоит в том, что возникающее в результате перепроизводство и чрезмерные инвестиции требуют: военных расходов, экспорта капитала или иногда стимулирования потребительского спроса на зависимых рынках.
Маркс делал заявления как в поддержку, так и против теории недостаточного потребления. Против марксистской теории недопотребления выступали Михаил Туган-Барановский и Энтони Брюэр , указывая, что проблема перепроизводства может быть решена путем инвестирования в производство производственного оборудования, а не потребительских товаров, и что кризисы случаются из-за снижения рентабельности, а не из-за снижения потребления. Однако Суизи и Гарри Магдофф возражали, что это будет лишь временным решением, и потребление будет продолжать снижаться в течение длительного времени. Джон Уикс утверждал, что в приведенной выше критике нет необходимости, поскольку недостаточное потребление, несмотря ни на что, несовместимо с аспектами трудовой теории стоимости. Экономисты-немарксисты обычно полагают, что избыток инвестиционных фондов решается сам по себе за счет снижения процентных ставок  или что проблема перепроизводства должна решаться путем стимулирования совокупного спроса.
Теория недопотребления была вытеснена кейнсианскими или неоклассическими экономическими теориями в немарксистских кругах, критика теории недопотребления часто использовалась для критики теории империализма в целом. Однако альтернативные теории утверждают, что конкуренция, возникающая в результате необходимость перемещения в районы с высокой прибыльностью или просто желание увеличить торговлю (и, таким образом, стимулировать неэквивалентный обмен) — все это достаточные объяснения империалистической политики и сверхприбылей.

### Монополистический капитал

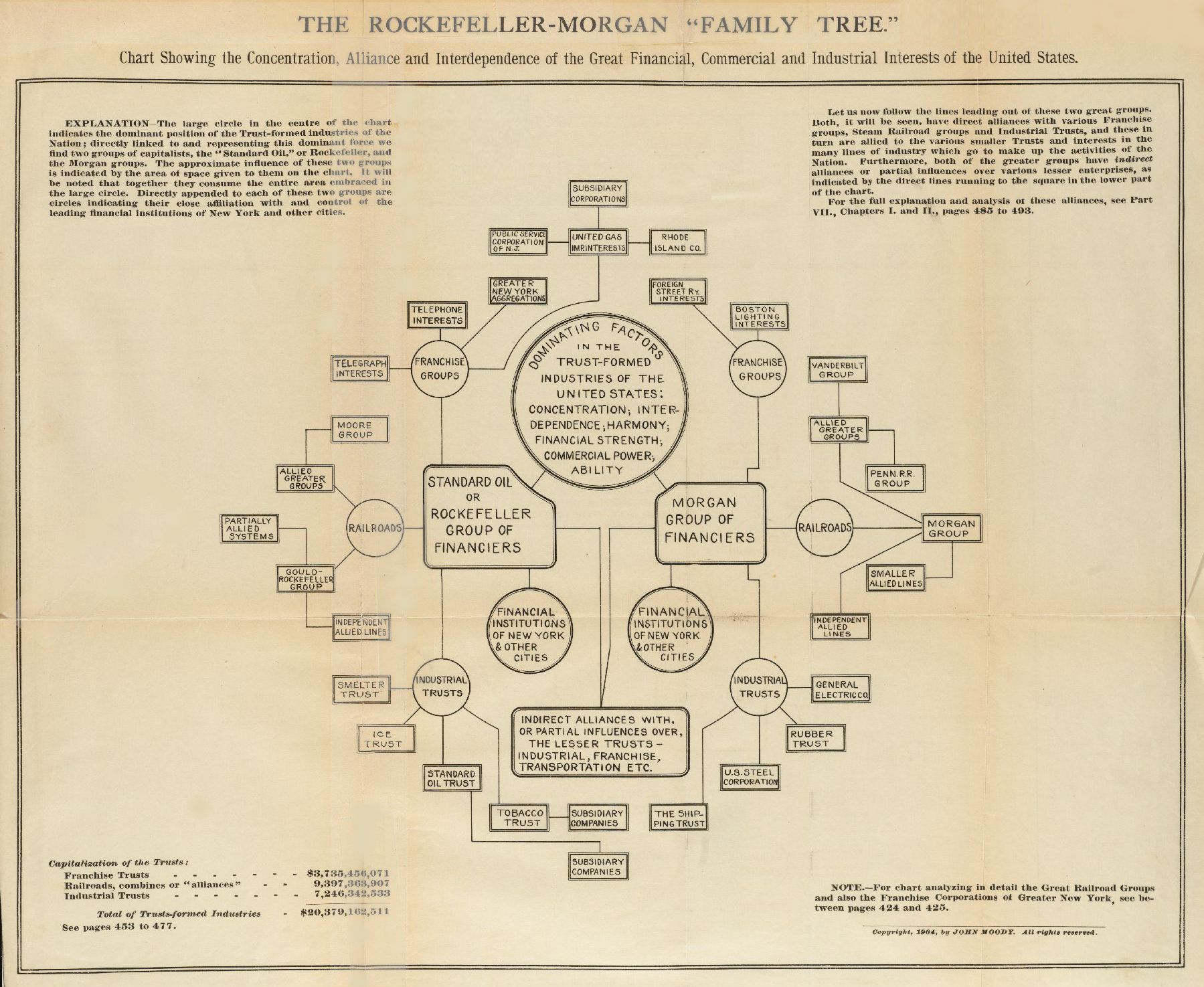
Многие американские тресты на рубеже веков, примером которых является «Генеалогическое древо» Рокфеллера-Моргана (1904 г.), вдохновили многие ранние теории монополистического капитала.

Большинство теоретиков империализма согласны с тем, что монополии каким-то образом связаны с ростом империализма. Вместо полного контроля над поставками определённого товара монополизация относится к любой общей тенденции к более крупным компаниям, которые побеждают более мелких конкурентов внутри страны.
«Монополистический капитал» или «финансовый капитал»—особый вид капитала, которым владеют такие компании, в котором функции финансового (или банковского) капитала и промышленного капитала сливаются. Такой капитал может быть как привлечен или одолжен из неопределенного числа источников, так и реинвестирован в производственный цикл.
В зависимости от теории монополизация может:
- усиливать конкуренцию
- подавлять конкуренцию
- подавлять на национальном уровне, но приводить к интенсификации на глобальном.

Поэтому империалистическая политика может :
- расширять сферы конкуренции, включив в неё конкуренцию между международными блоками
- сокращать конкуренцию, чтобы обеспечить национальное сотрудничество
- сокращать конкуренцию в более бедных районах, принадлежащих монополии, до такой степени, что развитие становится невозможным.

После расширения монополии обычно используются для получения сверхприбылей тем или иным способом, например, путем введения тарифов, протекционистских мер или монопольной ренты.
Валлерстайн предпочитал использовать термин «квазимонополия» для обозначения таких явлений, поскольку он не верил, что они являются истинной гегемонией. Классические теории империализма также подвергались критике за преувеличение степени победы монополий над более мелкими конкурентами. Некоторые теории империализма также утверждают, что мелкие конкуренты вполне способны извлекать сверхприбыли посредством неэквивалентного обмена.

### Связь с колониализмом и войной
Классические теории

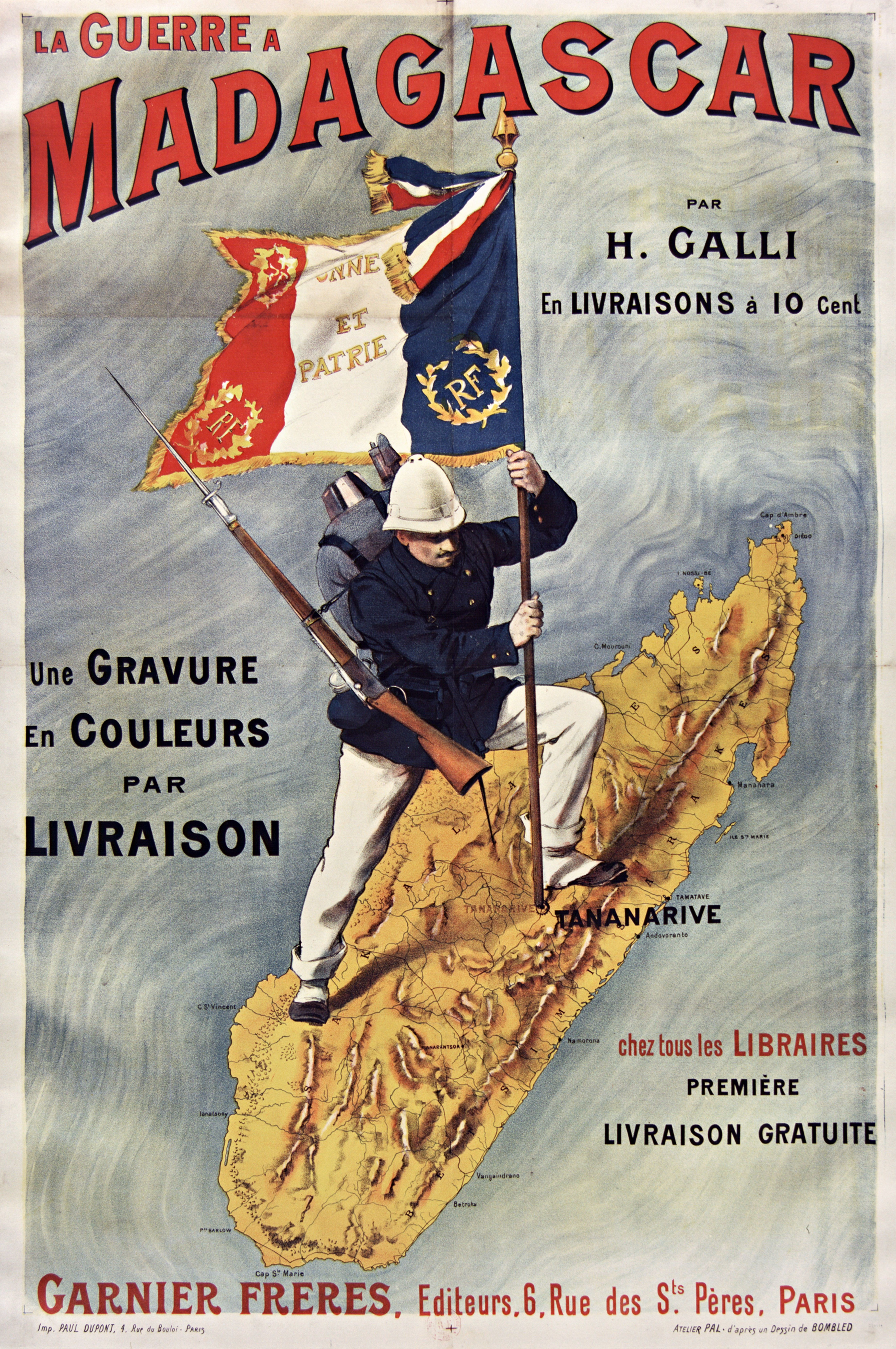
Общей характеристикой многих теорий империализма является то, что колонизация представляла собой попытку перенести европейские кризисы в регионы, где жестокость и эксплуатация были более приемлемы.

На базе теории империализма строится большинство социалистических теорий войны и международных отношений, и она используется, чтобы доказать, что международные конфликты и эксплуатация закончатся только с победой мировой революции или путём постепенной эрозии классовых систем и капиталистических производственных отношений.
Классические теоретики империализма и такие теоретики, как Баран и Суизи, считали, что есть два способа, с помощью которых империализм вызывает войны и колониальную экспансию:
- Кризис недостаточного потребления в развитых капиталистических странах и вызванная им тенденция к перепроизводству и чрезмерным инвестициям решается путём инвестирования во что-то, что не создает экономической ценности
- Кризис разрешается путём экспорта производительного капитала в другое место.

Таким образом западные страны будут склонны инвестировать в создание военно-промышленного комплекса, который может поглотить огромный объём инвестиций, что, в свою очередь, приводит к гонке вооружений между развитыми странами и большей вероятности мелких дипломатических инцидентов и конкуренции за землю. Они также будут конкурировать за землю в колониальных районах, чтобы получить безопасное место для экспорта капитала, который требует защиты от других держав.

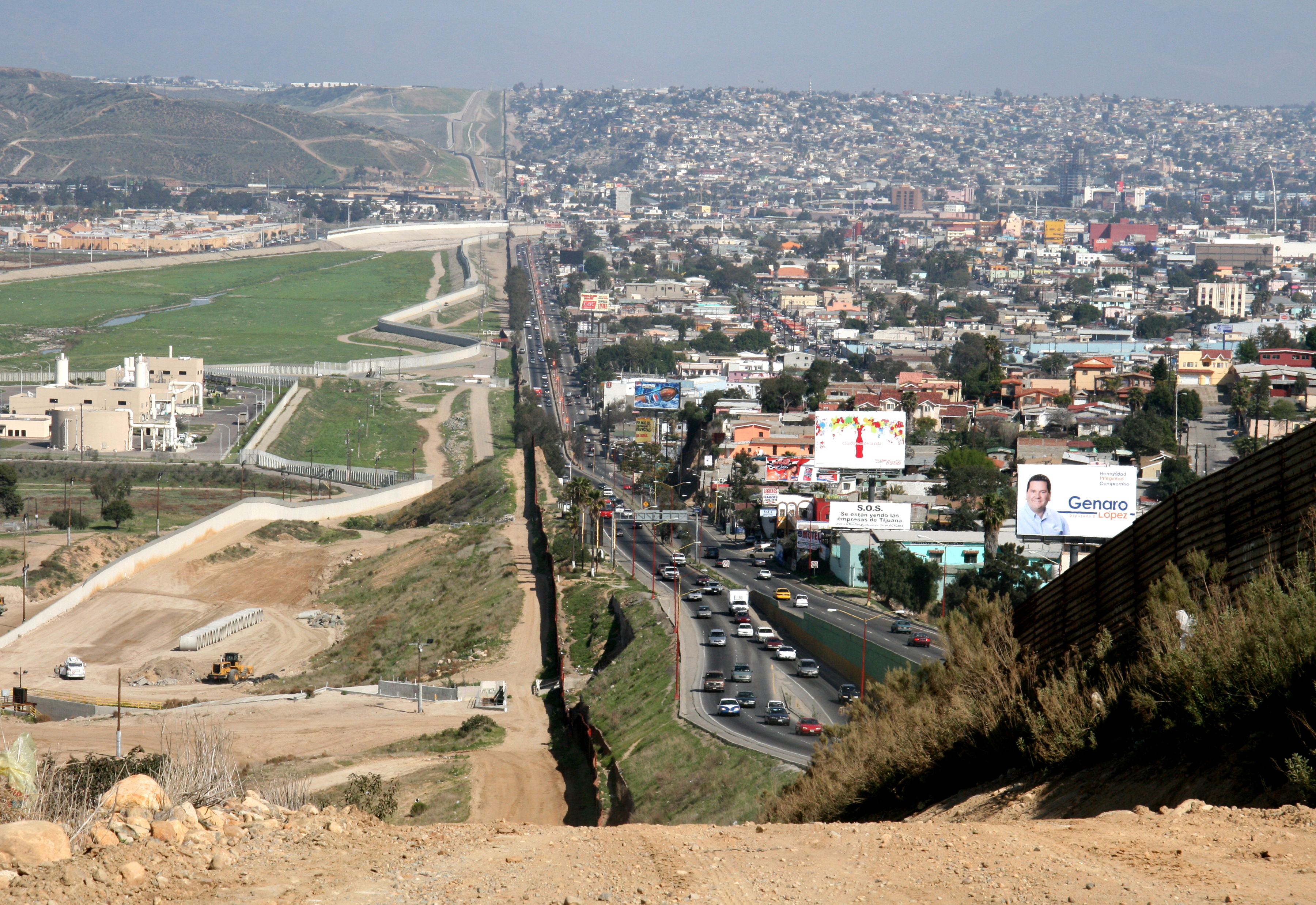
Некоторые современные теории утверждают, что создание границ для ограничения мобильности рабочей силы является важной целью колонизации и империализма.

Альтернативное объяснение состоит в том, что капиталистическим странам нужны колониальные территории в качестве свалки потребительских товаров. Также создание социал-империалистического идеологического лагеря, возглавляемого рабочей аристократией, имеет тенденцию ослаблять оппозицию рабочего класса войнам, обычно за счет утверждения, что война каким-то образом приносит пользу рабочим или иностранным народам.
Между тем тенденция падения нормы прибыли сама по себе является достаточным мотивом для войны и колониализма. Завоевание или колонизация слаборазвитых территорий с низким органическим составом капитала ведёт к более высокой прибыльности.
Мир-системная теория
Теории неравного обмена и мир-систем обосновывают выгодность войны и колониализма для утверждения власти основных стран, разделения мира на области с различной заработной платой или уровнем развития и укрепления границ, ограничивающих мобильность рабочей силы или безопасный поток торговли. Таким образом, капитал может оставаться более мобильным, чем труд, что позволяет извлекать сверхприбыли посредством неэквивалентного обмена.

### Развитие колоний

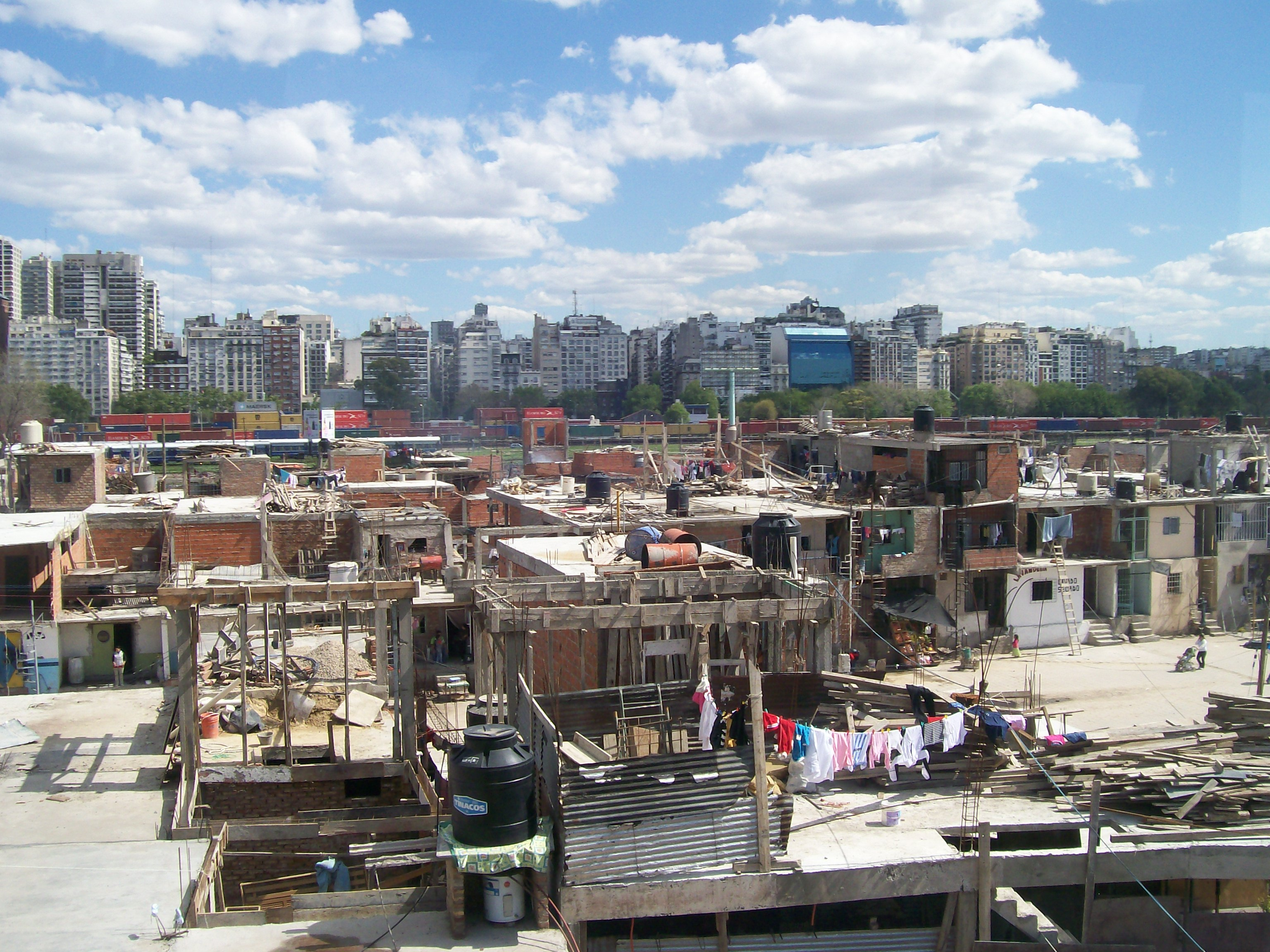
Развитие в колонизированных или периферийных экономиках часто противоречиво, о чём свидетельствуют эти трущобы в Буэнос-Айресе недалеко от центрального делового района.

Большинство ранних теорий об империализме отмечали противоречивое влияние империализма на развитие колонизированных стран:
- с одной стороны наращиваются производительные силы колоний, колонии интегрируются в мировую экономику, обеспечивается образование
- с другой стороны вызываются войны, развивается экономическая эксплуатация и политические репрессии.

Классическая теория империализма считала, что развитие капитализма в колониальных обществах будет отражать его развитие в Европе, одновременно принося хаос, но также и шанс на социалистическое будущее через создание рабочего класса.
После Второй мировой войны популярность этой точки зрения снизилась, поскольку многие африканские и афро-карибские авторы начали отмечать, что классовое общество, подобное европейскому, не смогло развиться и, как предположил Фанон, правила развивающейся базы и суперструктура в колониях может быть инвертированной.
Этот более пессимистический взгляд на империализм стали называть «школой отсталости». Такие теории утверждали, что развитие на западе должно сопровождаться отсталостью в колониальных регионах. Это часто объясняется тем, что в основных и периферийных странах существуют фундаментально разные процессы накопления, например, в «автоцентрическом» и «экстравертном» накоплении Амина.
Обе точки зрения не учитывали такие исключения из правил, как:
- периферийные страны, которые способны реализовывать успешные инициативы по индустриализации
- основные страны, которые проводят деиндустриализацию, несмотря на наличие благоприятного положения в мировой экономике[143]
- периферийные страны, которые оставались относительно неизменными на протяжении десятилетий.

### Связь с глобализацией
Все теории империализма отмечали процесс интернационализации:
- через накопление капитала
- через создание других международных связей.

При этом Бухарин, например, отмечал противоречивость этого процесса: монополистические блоки становились все более связанными с национальными государствами, в то время как сама мировая экономика становилась все более взаимосвязанной и интернационализированной. Франк отметил, что разветвленная «цепочка» экономических связей простиралась от метрополий до более мелких экономик-сателлитов, не оставляя ни одной области, по-настоящему оторванной от капитализма.
Подъём транснациональных корпораций в связи с развитием империализма изучался Уго Радиче, Стивеном Хаймером и Шарлем-Альбером Мишале.

### Рабочая аристократия

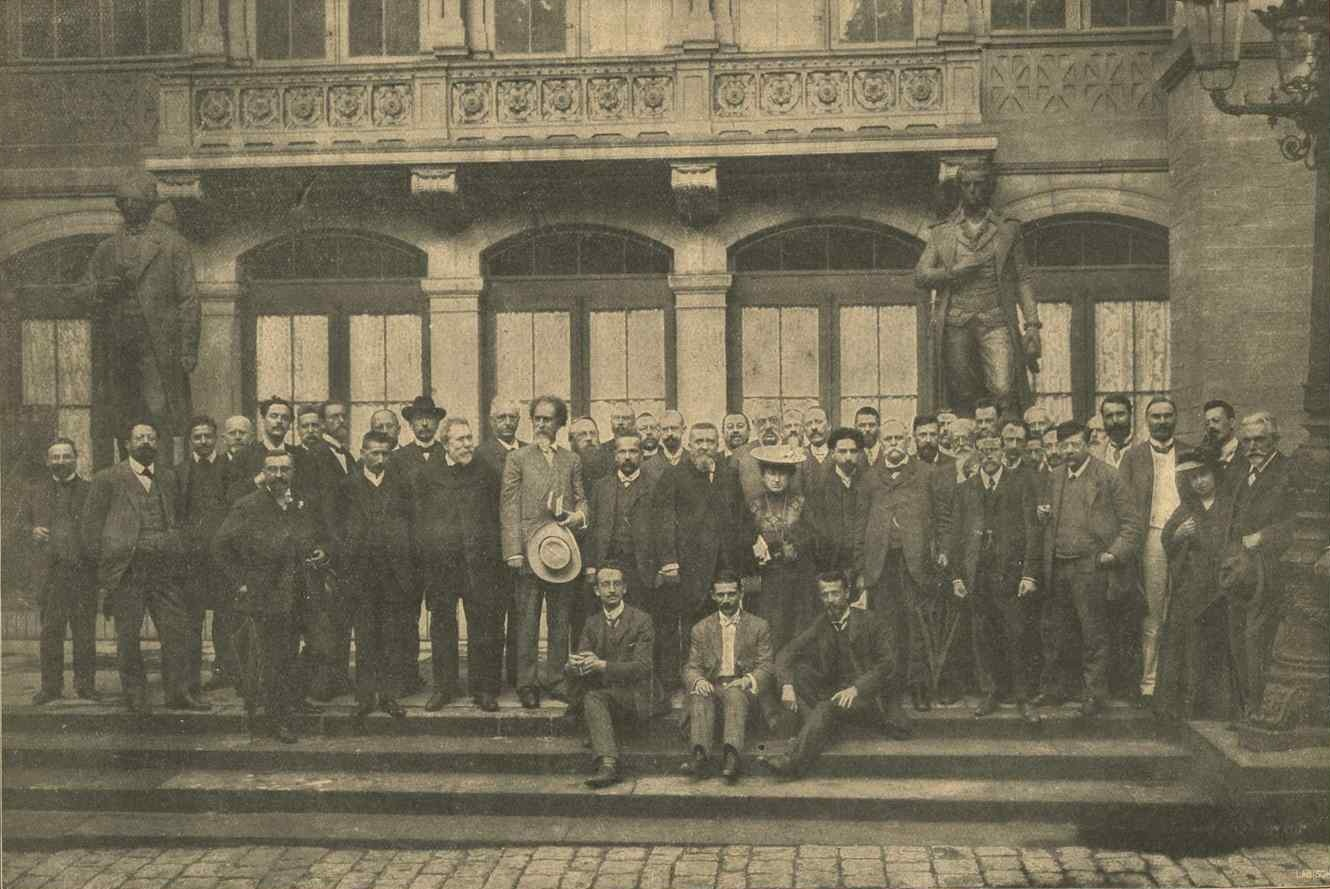
Бухарин и Ленин винили в неспособности Второго Интернационала эффективно противостоять Первой мировой войне проблему рабочей аристократии.

Многие теории империализма предполагали тенденции к реформизму, шовинизму или социал-империализму среди рабочей аристократии (привилегированная часть работающего населения в основных странах).
Эрик Хобсбаум относил авторство этого термина к Энгельсу (во введении 1885 года к книге «Положение рабочего класса в Англии» (1845)). Однако данный термин уже использовался в английских социально-политических дебатах. Энгельс определил рабочую аристократию как небольшой слой ремесленников, организованных в ремесленные союзы, которые извлекали выгоду из промышленной мировой монополии Великобритании. Бухарин и Ленин, опираясь на краткое описание Энгельса, пришли к выводу, что все империалистические монополии создают сверхприбыли, часть которых идет на повышение заработной платы рабочей аристократии в качестве «взятки». Рабочая аристократия и их профессиональные союзы затем стремятся защитить своё привилегированное положение, занимая руководящие позиции в рабочем движении, выступая за повышение заработной платы для себя или выступая за социальный империализм.
Ленин обвинял рабочую аристократию в:
- экономизме
- вере в революционную спонтанность
- недоверии к авангардным партиям[148]
- крахе Второго Интернационала (из-за социал-шовинизма и оппортунизма рабочей аристократии в) утверждая, что рабочее движение должно было отказаться от высших слоев рабочих, чтобы «спуститься все ниже и глубже, к реальным массам»[147].

Другие теоретики, уже после Ленина, радикализировали теорию рабочей аристократии, включив в неё целое население или даже целые группы стран. Полупериферийные страны Валлерстайна описывались как международная рабочая аристократия, которая служит смягчению глобальных антагонизмов.
Зак Коуп утверждал, что всё население ядра извлекает выгоду, основой которой является:
- неравный обмен
- исторический империализм и колониализм
- прямые трансферы и незаконные финансовые потоки[англ.] в форме социального обеспечения, более высоких заработных плат и более дешёвых цен на сырье [139]

Идеи Зака Коупа критиковал Чарльз Пост.

## Дальнейшее чтение
- Франсуа Шене [2017] 'Finance Capital Today: Corporations and Banks in the Lasting Global Slump' Haymarket Books, Chicago, IL (First ed. Brill 2016)
- Day, Richard B. & Gaido, Daniel (trans. & eds)Discovering Imperialism: Social Democracy to World War I 2012 Haymarket
- D.K. Fieldhouse [1967] ‘The Theory of Capitalist Imperialism’ Longman
- Генрик Гроссман [1929 in German] «The Law of Accumulation and Breakdown of the Capitalist System» [1986 English translation Pluto]
- Барух Хирсон [1991] Colonialism and Imperialism in Searchlight South Africa, Vol 2, No 3, July 1991 p. 7-18 (No 7) A Marxist Journal of Southern African Studies
- Kemp, Tom [1967] 'Theories of Imperialism' Dennis Dobson, London
- Kuruma, Samezō [1929] An Introduction to the Study of Crisis Sep. 1929 issue of Journal of the Ohara Institute for Social Research, (vol. VI, no. 1) Translated by Michael Schauerte
- Ленин В. И. Империализм, как высшая стадия капитализма
- Роза Люксембург [1913] 'The Accumulation of Capital: A Contribution to an Economic Explanation of Imperialism'
- Вольфганг Моммзен Theories of Imperialism (German original 1977, Eng. trans. P.S. Falla 1980) University of Chicago Press, 1982
- Norfield, Tony [2016] The City: London and the Global Power of Finance, Verso, London
- Йозеф Шумпетер History of Economic Analysis Allen & Unwin 1954
- Winslow, E. [1931]. «Marxian, Liberal, and Sociological Theories of Imperialism». Journal of Political Economy, 39(6), 713—758. Retrieved from JSTOR
- Григорий Зиновьев [1916] «What is Imperialism?» in The War and the Crisis in Socialism